# St. Gereon (Köln)

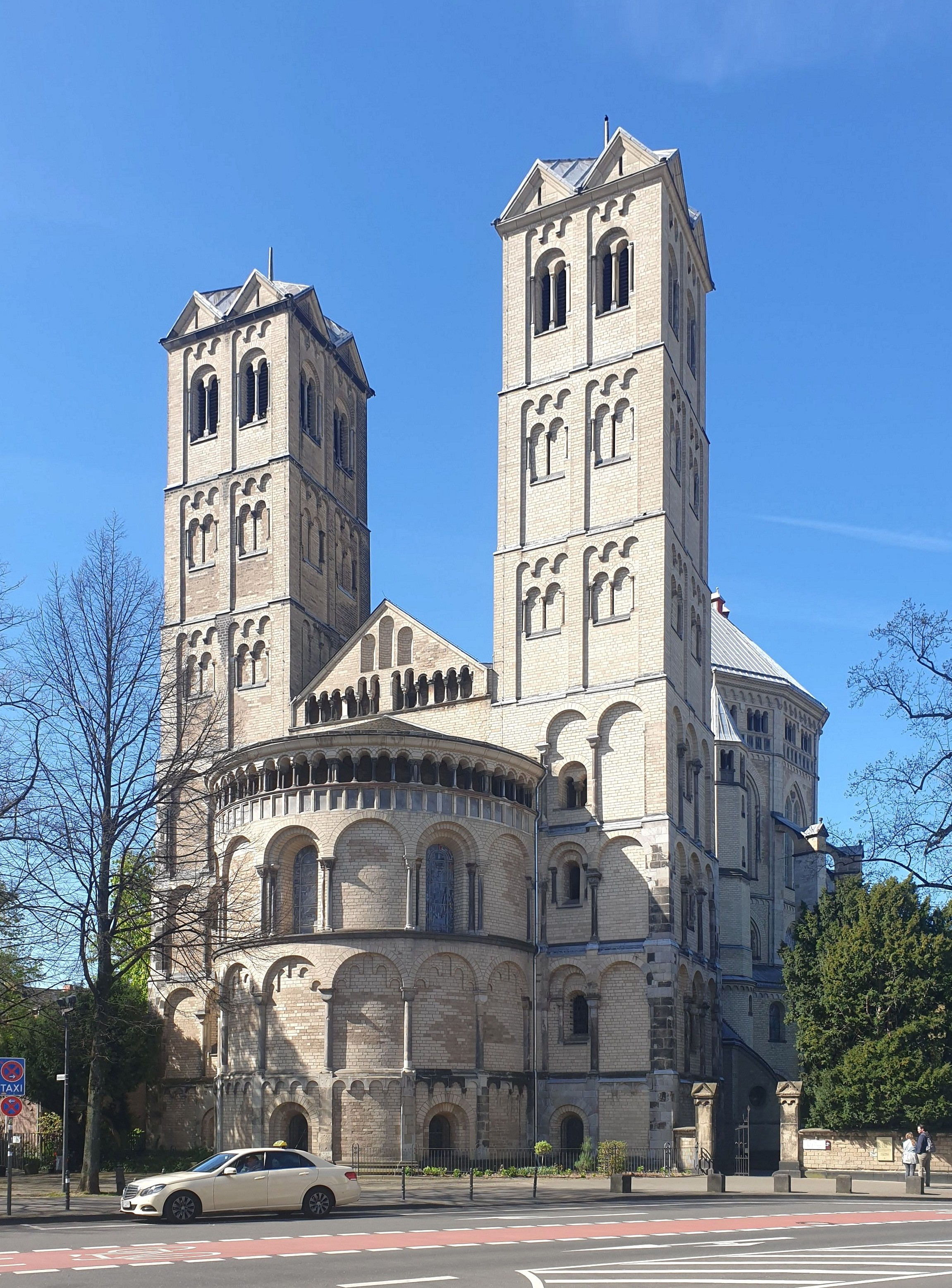
Köln, St. Gereon, Ostseite (2025)

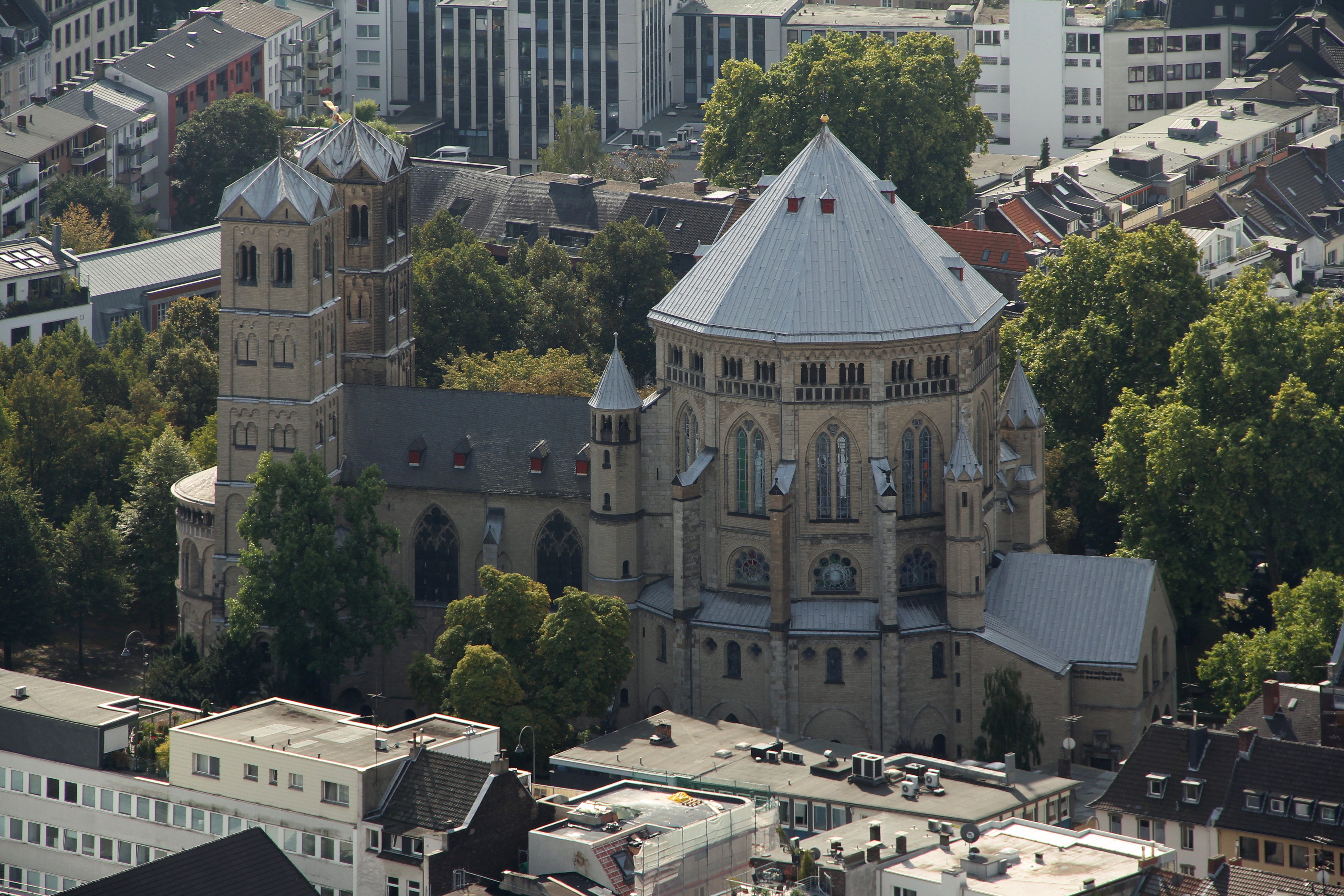
Dekagon, Nordseite aus der Vogelschau (2014)

St. Gereon ist eine von zwölf großen romanischen Kirchen in Köln. Sie liegt im Stadtteil Altstadt-Nord. Im Kern von St. Gereon haben sich erhebliche Reste eines ovalen Zentralbaus mit neun Konchen aus der zweiten Hälfte des 4. Jahrhunderts erhalten. Dieser, der untere Teil des heutigen Dekagons, ist eines der bedeutendsten Zeugnisse antiker Repräsentationsarchitektur nördlich der Alpen und neben dem noch etwas älteren Trierer Dom (Kernbau um 340) und der seit 1856 als Kirche genutzten Trierer Konstantinbasilika (um 311) einer der ältesten noch bestehenden Sakralbauten in Deutschland. Er wird erstmals in einem Gedicht des Venantius Fortunatus (carm. III 14, zwischen 565 und 573) erwähnt, das Baumaßnahmen des Bischofs Carentinus beschreibt, und ein weiteres Mal um 590 bei Gregor von Tours in Libri miraculorum I 61. Um 1220 wurde der frühchristliche Ovalbau zu einem Zehneck (Dekagon) umgestaltet, erhöht und mit einer Kuppel überwölbt. Dieser stauferzeitliche Bau ist bis heute der größte frei überwölbte Zentralbau des Mittelalters nördlich der Alpen.

## Geschichte

### Spätantike

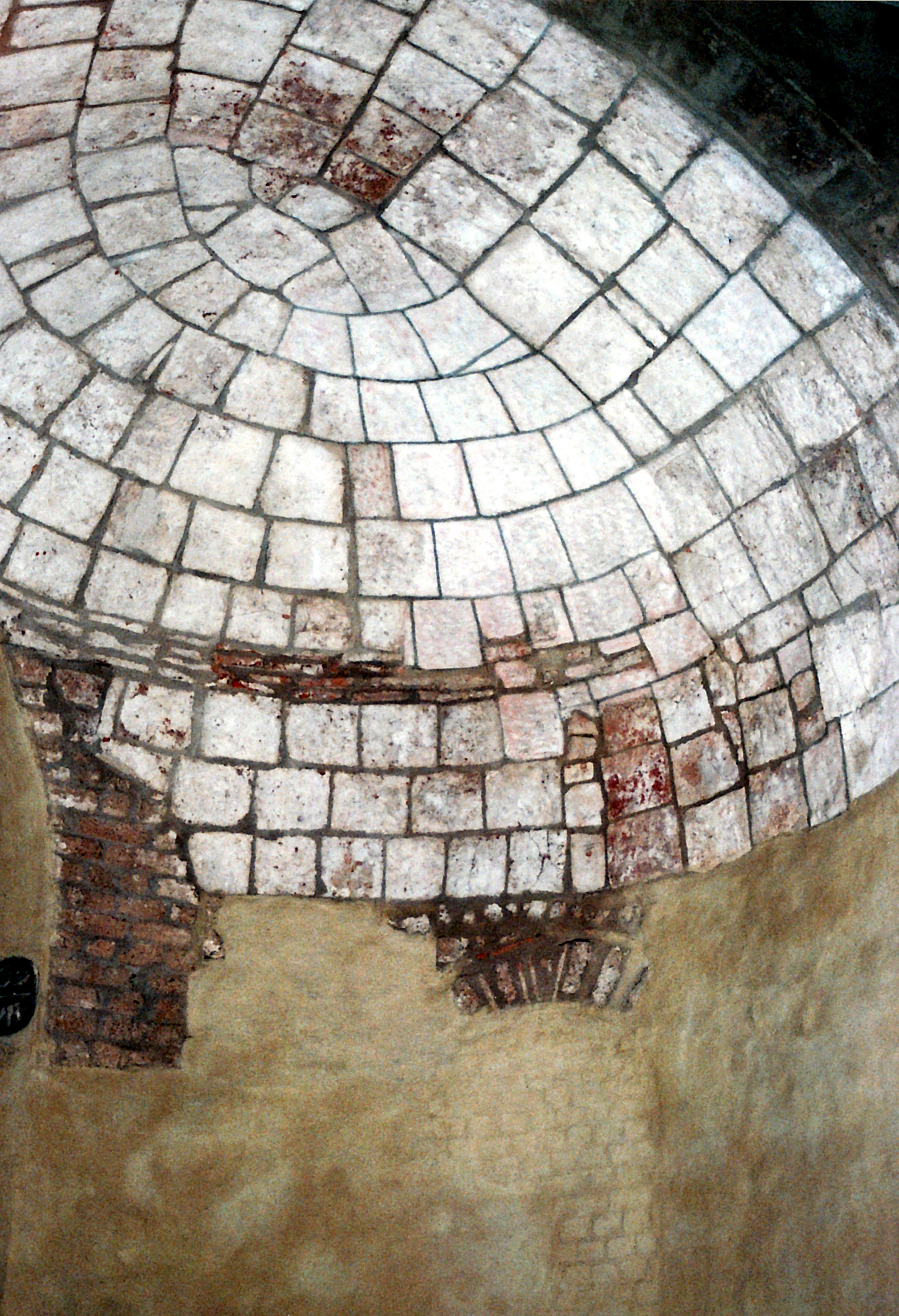
Spätantike Apsis und vermauerte Fenster, Südseite, einst mit Mosaik belegt (2010)

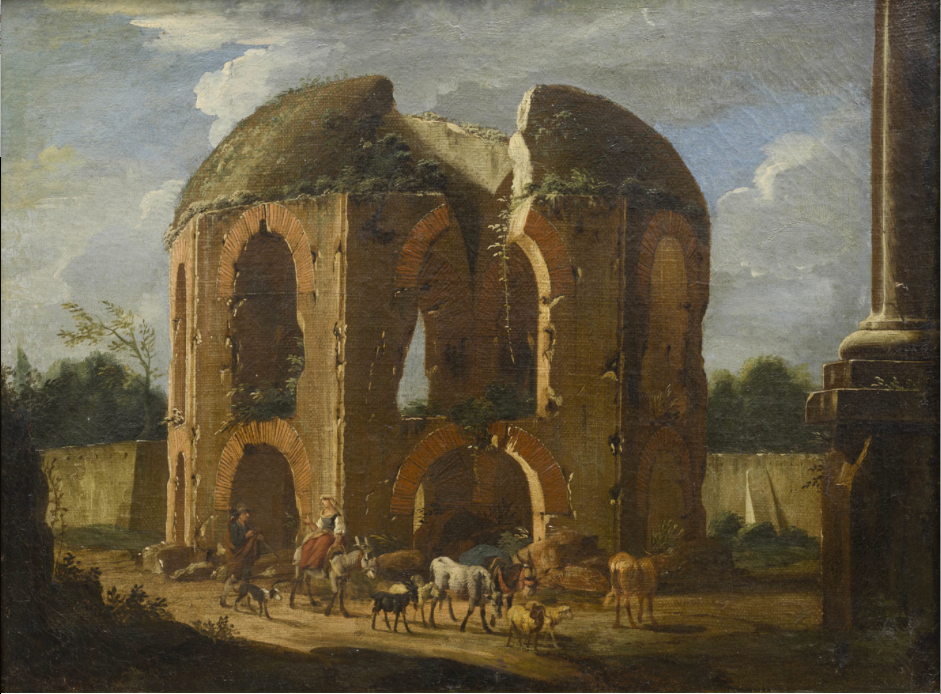
Jacob de Heusch: Tempel der Minerva in Rom, Zustand um 1670, Musée des beaux-arts de Bordeaux

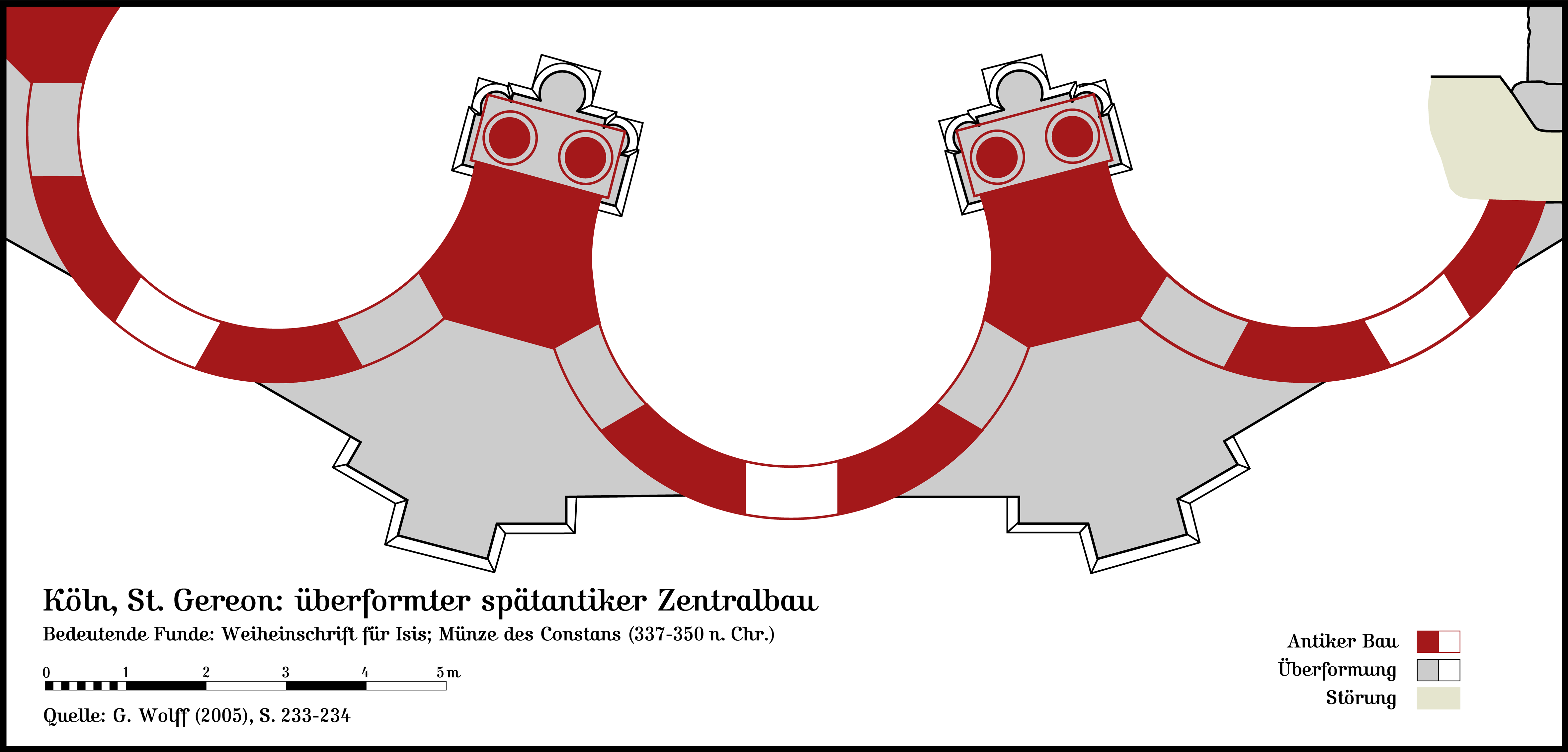
Überformter spätantiker Zentralbau, noch bis zu 16,50 Meter hoch erhalten.

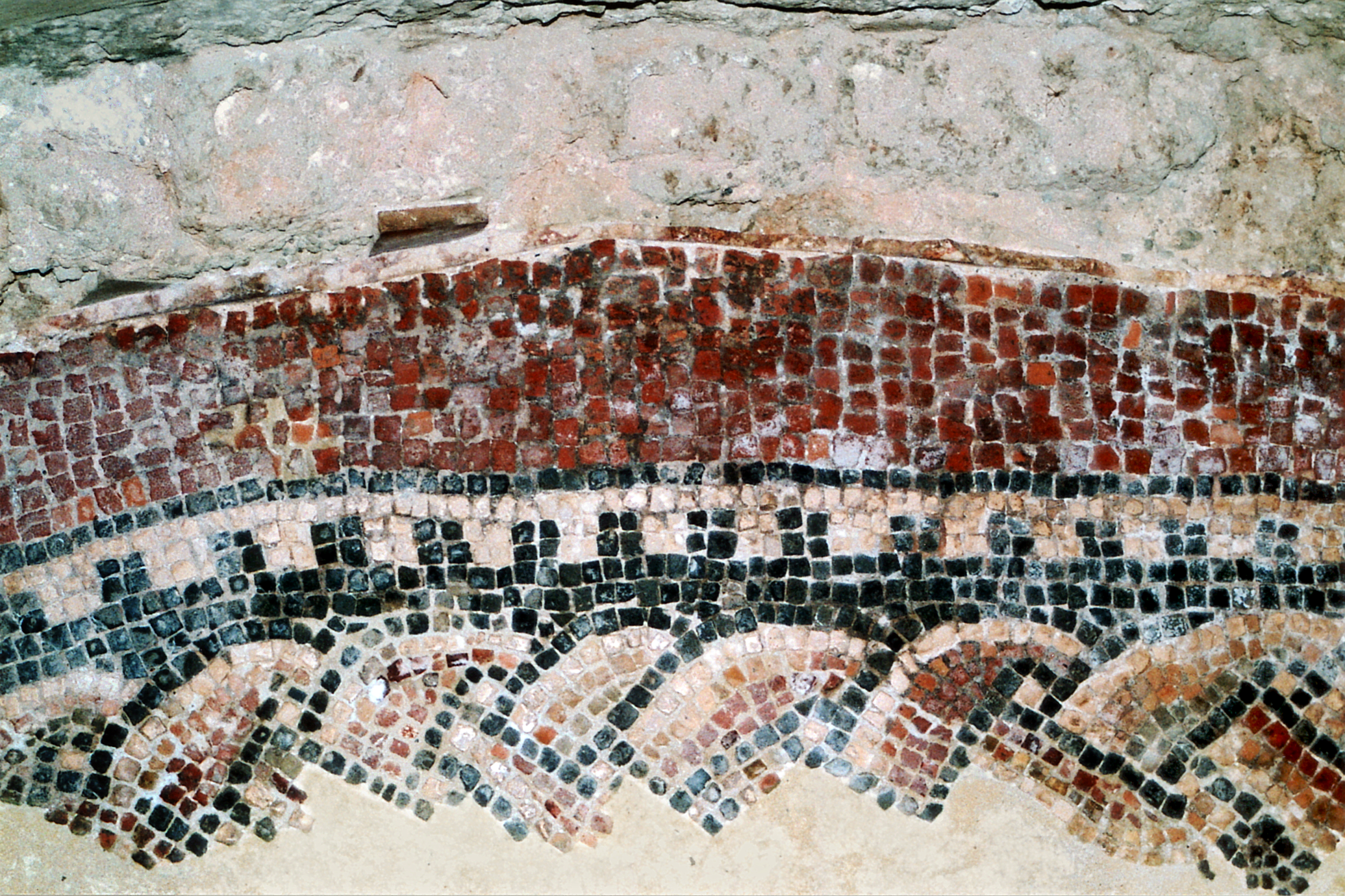
Letzter sichtbarer, in situ erhaltener Rest des zum spätantiken Zentralbau gehörenden Fußbodenmosaiks (2010)

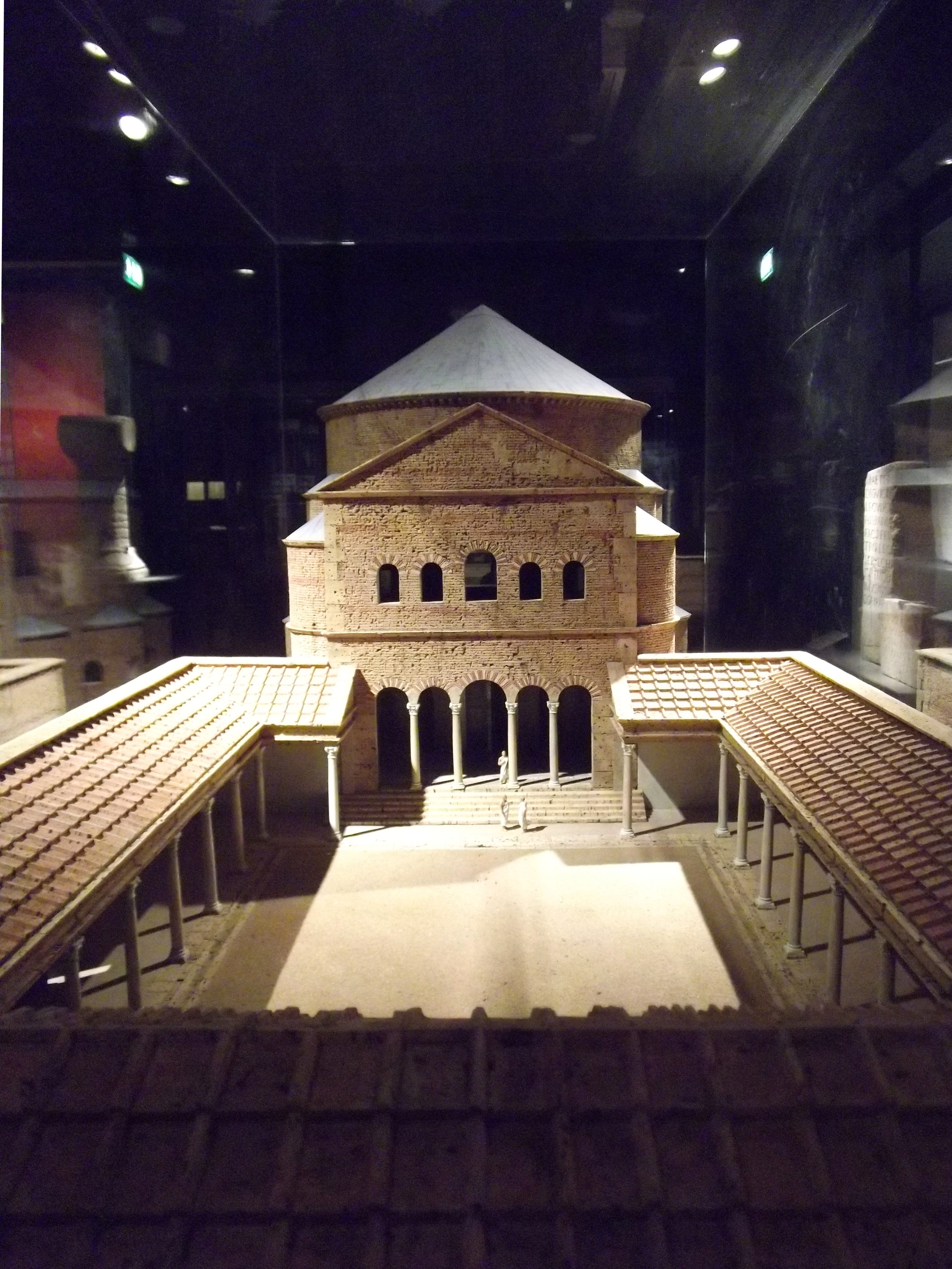
Spätantiker Ovalbau mit Vorhalle und Atrium. Modell Atelier Dieter Cöllen GmbH (2010)

Nordwestlich vor der Stadtmauer der römischen Colonia Agrippina entstand im 4. Jahrhundert auf dem ältesten Gräberfeld (Nekropole) der Stadt über einem rechteckigen Grabbau (Memoria) ein gewaltiger spätantiker Zentralbau, dessen ursprüngliche Funktion bis heute nicht eindeutig eingeordnet werden konnte (Mausoleum / Memorialbau / Kirche). Das Gebäude lag leicht erhöht an der Kreuzung von zwei Straßen. Die ungenaue Datierung beruht unter anderem auf dem Fund eines fragmentierten Isis-Weihesteins samt einer Münze aus der Zeit nach 345.
Die Besonderheit beruht auf der Konstruktion des Ovals, das sich aus einzelnen Kreisabschnitten zusammensetzt, die von vier, kreuzförmig um die Mitte des Raumes verteilten Mittelpunkten aus konstruiert worden sind. Damit ist dem Baumeister eine Variante gelungen, die zwischen dem Longitudinalbau und dem Zentralbau vermittelt, was als genialer Vorgriff auf die Perfektionierung in der barocken Architektur gewertet werden kann. Der überkuppelte Ovalbau war nördlich und südlich von je vier durchfensterten Konchen umgeben und hatte im Osten eine halbrunde Apsis. Zwischen den hufeisenförmigen Konchen und möglicherweise auch in der darüber liegenden, doppelschaligen und durchfensterten Zone des Tambours befand sich eine reiche Säulengliederung. Der Durchmesser der spätantiken ovalen Kuppel betrug 23,70 m zu 19,80 m.
Westlich war eine querrechteckige zweigeschossige Vorhalle (Narthex) vorgelagert, nördlich und südlich von kleinen Apsiden flankiert. Ein großes längsrechteckiges Atrium mit umlaufenden Portiken lag westlich der Vorhalle. Forschungen von Gertie Gretz und Otto Koch hatten bereits 1939 den spätantiken Charakter des Bauwerks nachgewiesen, was durch Studien von Armin von Gerkan nach den Kriegszerstörungen und Otmar Schwab (1965–2002) sowie Johannes G. Deckers und Ute Verstegen vertieft wurde. Im Grundriss und im Erdgeschoss ist der Bau mit dem sogenannten Tempel der Minerva Medica vergleichbar, einem um 320 entstandenen zehneckigen überkuppelten Zentralbau in Rom, der als Nymphäum diente. Das System eines Nischenkranzes in den Außenmauern antiker Bauten ist in Rom außerdem zu beobachten bei Zentralbauten wie dem Pantheon (um 125), dem Mausoleum Tor de’ Schiavi an der Via Praenestina (um 315), dem Helenamausoleum (um 326) und dem Mausoleum Santa Costanza (um 350) sowie in Split bei dem Mausoleum im Diokletianpalast (Anfang 4. Jh.). Nischenkonstruktionen gab es aber auch bei römischen Saalbauten, wie z. B. Santi Quirico e Giulitta (4. Jahrhundert) und Santa Balbina all’Aventino (nach 350).
Das Gewölbe über dem Ovalbau lastete auf dem Mauerwerk zwischen den Konchen und der Apsis. Um den Druck des Gewölbes zu reduzieren und um den Abbindungsprozess in der Betonmasse (Opus caementicium) zu beschleunigen, hatte man leere Amphorenkrüge eingebaut, eine bei römischen Kuppelbauten des 4. Jahrhunderts angewandte Bauweise (vergleiche: Kuppelkonstruktion beim Helenamausoleum in Rom). Es ist anzunehmen, dass hier, in Ermangelung von Puzzolan, rheinischer Trass verwendet wurde.
Der spätantike Bau war reich ausgestattet. Die Wandverkleidung mit Marmorplatten und Goldgrundmosaiken, das goldene Kuppelmosaik und der mit Mosaiksteinen ausgelegte Fußboden müssen einen prächtigen Anblick geboten haben, neben den kaiserlichen Bauten in Trier wahrscheinlich einmalig nördlich der Alpen. Ein freigelegtes ornamentales Fragment des Bodenmosaiks blieb in der ersten Konche der Südseite erhalten. In den Konchen sind auch heute noch die – jeweils drei – vermauerten Rundbogenfenster und die (ursprünglich mit Mosaiken verkleideten) Ziegelplattenwölbung der Konchen des Gründungsbaus aus dem 4. Jahrhundert zu sehen. Das Fragment einer Granitsäule links des Eingangs könnte zu den tragenden Säulen des Gründungsbaus gehört haben, die an der Pfeilerstirn der Konchen aufgestellt waren. Die Inschrift darüber verweist auf die mit dieser „Blutsäule“ verbundene Legende. Über den Verbleib der zahlreichen übrigen Säulen des 4. Jahrhunderts ist nichts bekannt.
Der Zentralbau muss, nach den Bodenfunden zu urteilen, in der zweiten Hälfte des 4. Jahrhunderts, wahrscheinlich zwischen 350 und 365, entstanden sein. Wer den Bau errichten ließ und welchem Zweck er diente, ist nicht bekannt. Vermutlich handelte es sich um ein Mausoleum, das als Begräbnisstätte für Angehörige der fränkischen Königsfamilie oder dem kaiserlichen Hof nahestehende Persönlichkeiten dienen sollte. Die Sarkophage der Verstorbenen waren wahrscheinlich in den Konchen aufgestellt.
Christliche Gemeinden gab es in Köln ab Beginn des 4. Jahrhunderts. Der erste Bischof von Köln (Civitas Agrippinensium) war der um 328 verstorbene Maternus (davor dritter Bischof von Trier). Es wird angenommen, dass der Ovalbau des Mausoleums im 5. oder 6. Jahrhundert in eine Kirche umgewidmet wurde, denn um 590 erwähnt Bischof Gregor von Tours die Kirche Ad Sanctos Aureos („Zu den Goldenen Heiligen“) und die mutmaßlich dort bestatteten thebäischen Märtyrer. In der Merowingerzeit (5. Jahrhundert bis 751) war St. Gereon die bedeutendste fränkische Königskirche des östlichen Reichsteils. Möglicherweise diente die Kirche in fränkischer Zeit auch als Grablege fränkischer Könige. Im Jahr 612 nahm der Merowingerkönig Theoderich in der Kirche die Huldigung der Franken entgegen.
Das Patrozinium Sankt Gereon ist seit der Zeit um 800 nachweisbar. Man weiß aber nicht, wann es begründet wurde.
Neuere Forschungen haben ergeben, dass sowohl das spätantike Gebäude als auch bedeutende Teile der qualitätvollen Innenausstattung bis ins 13. Jahrhundert erhalten geblieben sind. Die zentrale östliche Konche wurde vermutlich im 9. Jahrhundert durch einen rechteckigen Chor ersetzt. Wahrscheinlich Anfang des 11. Jahrhunderts hat man an dieser Stelle die Außenkrypta angebaut.
Bei dem Umbau im 13. Jahrhundert wurde der spätantike Ovalbau von stützendem Mauerwerk in Form eines Zehnecks ummantelt, so dass heute noch bis zu 16,50 Meter Mauerhöhe des ovalen Gründungsbaus erhalten geblieben sind. Dies ist vor allem auf der Nordseite des Dekagons gut zu sehen.

### Mittelalter

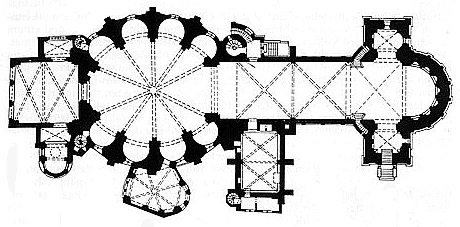
Köln, St. Gereon, Grundriss

Kölns erster Erzbischof Hildebold (ca. 787–818) ließ an Stelle der halbrunden Ostapsis des Ovalbaus einen rechteckigen Chor und eine Außenkrypta errichten. Hildebold wurde 818 in St. Gereon bestattet. Seit 839 ist St. Gereon als Stiftskirche bezeugt. Gründer des Chorherrenstiftes war eben jener Erzbischof Hildebold. Zu der Bruderschaft gehörten nur hochadlige Herren. Das Atrium und die Anbauten wurden als Stiftsgebäude benutzt. Das Stift hatte nach dem Dom den größten Grundbesitz, der auch Weingärten beinhaltete. Dieser Wohlstand und die Bedeutung des Stiftes zeigt sich heute noch darin, das aus diesem noch zwei Evangeliare und das Sakramentar von St. Gereon erhalten sind. Diese Sakramentar ist um das Jahr 1000 entstanden und befindet sich heute in der Pariser Nationalbibliothek unter der Signatur latinus 817. Seit 866 galt die Stiftskirche St. Gereon als ranghöchste Kirche der Kölner Diözese nach dem (alten) Kölner Dom.
In den Jahren 1060 bis 1062 wurde unter Erzbischof Anno II. für die Mitglieder des Stifts, adlige Kanoniker oder Stiftsherren, ein neuer langgestreckter Chorraum angebaut und darunter eine Krypta eingerichtet.
Seit 1121 werden die aufgefundenen Gebeine des hl. Gereon als Reliquien verehrt. Der Chorraum erhielt Wandmalereien und einen Mosaikfußboden.
1151 bis 1156 ließ Erzbischof Arnold von Wied die Chorpartie nach Osten durch ein von zwei Türmen flankiertes Chorquadrat mit halbrunder Apsis unter gleichzeitiger Verlängerung der Krypta darunter erweitern. Der Tambour und die Nischen der Vorhalle wurden ausgemalt. 1190 wurden die Reliquien der thebäischen Märtyrer aus den Nischen des Ovalbaus in die Confessio unter dem Gereonsaltar und somit in die Krypta überführt. Der Bau des Kreuzgangs im Osten der Kirche als Verbindungsstück zu den Konventsgebäuden erfolgte ebenfalls in der zweiten Hälfte des 12. Jahrhunderts. Erst in dieser Zeit wurden Kirche und Stift in den Stadtraum innerhalb der Mauern eingegliedert.
In den Jahren 1219–1227 wurde der frühchristliche Ovalbau außen verstärkt und ummantelt, dabei zu einem Zehneck (Dekagon) umgestaltet und gleichzeitig erhöht. Über dem beibehaltenen Erdgeschoss entstanden in drei Geschossen neue Emporen, ein Laufgang mit Fächerfenstern unter spitzen Überfangbögen und ein Obergadengeschoss mit Spitzbogenfenstern in Plattenmaßwerk, weitgehend im Stil der französischen Frühgotik. Seine von Rippen durchzogenen Kuppel bildet gleichsam ein zum Oval geschlossenes gotisches Chorhaupt. In ihrer polygonalen Form geht sie ebenso über die Frühgotik hinaus, wie das Maßwerkfenster im Osten des Fächerfenster-Geschosses. Außen hat das Dekagon Strebepfeiler, eine Zwerggalerie und ein Zeltdach. Zur Zeit seiner Entstehung war das Dekagon der größte freitragend überwölbte Zentralbau nördlich der Alpen. Um 1242/1243 entstand an seiner Südseite die Taufkapelle (Baptisterium) mit ebenfalls gotischem Gewölbe und Spitzbogenfenstern. Die 1315 durch die Kölner Dombauhütte angebaute Sakristei gehört mit ihren Maßwerkfenstern der Hochgotik an. Im späten 14. Jahrhundert mussten die Gewölbe des Langchors erneuert werden, sodass dieser romanisch angelegte Gebäudeteil nun auch gotische Gewölbe hat.

### Neuzeit

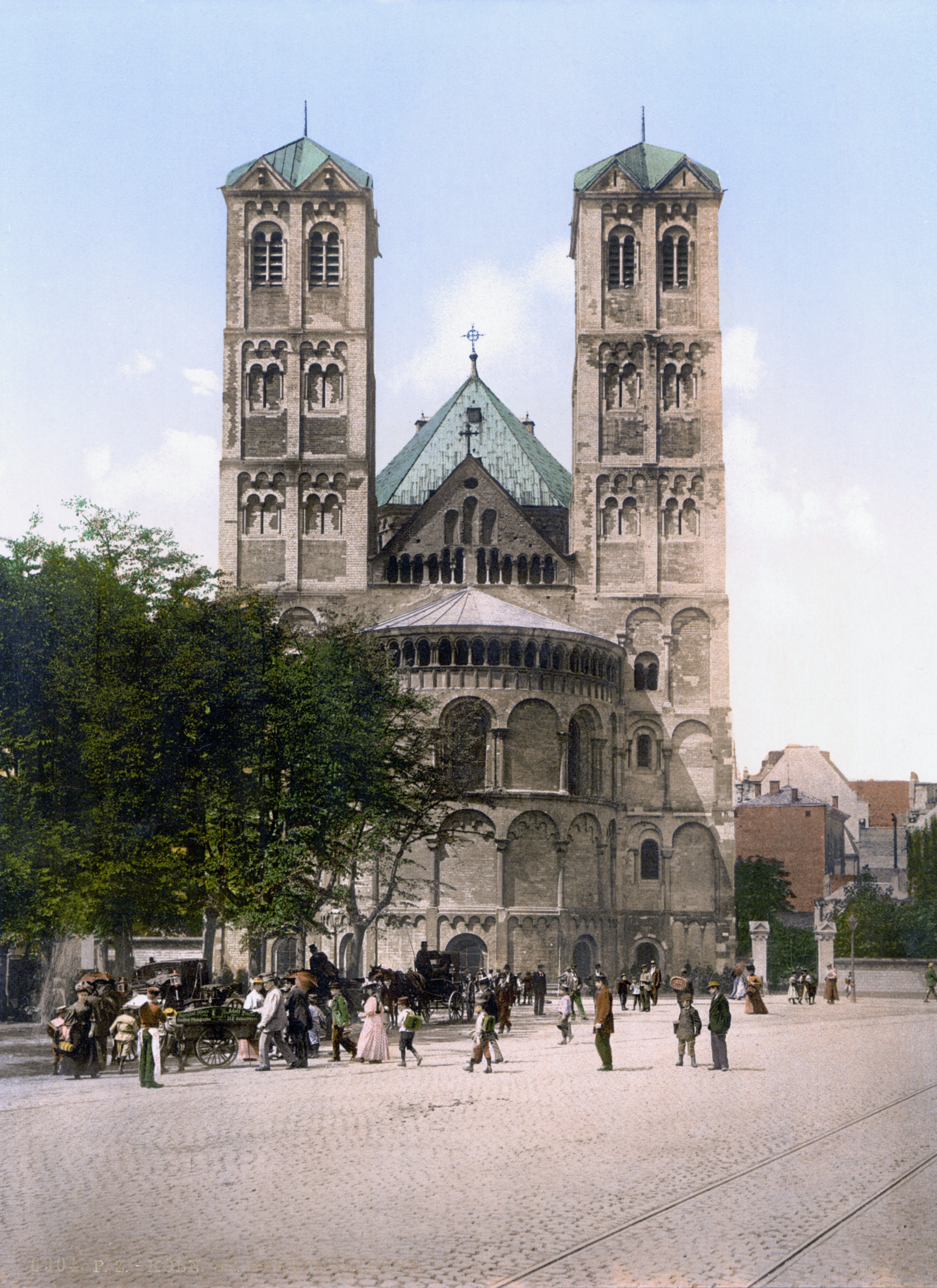
St. Gereon um 1900

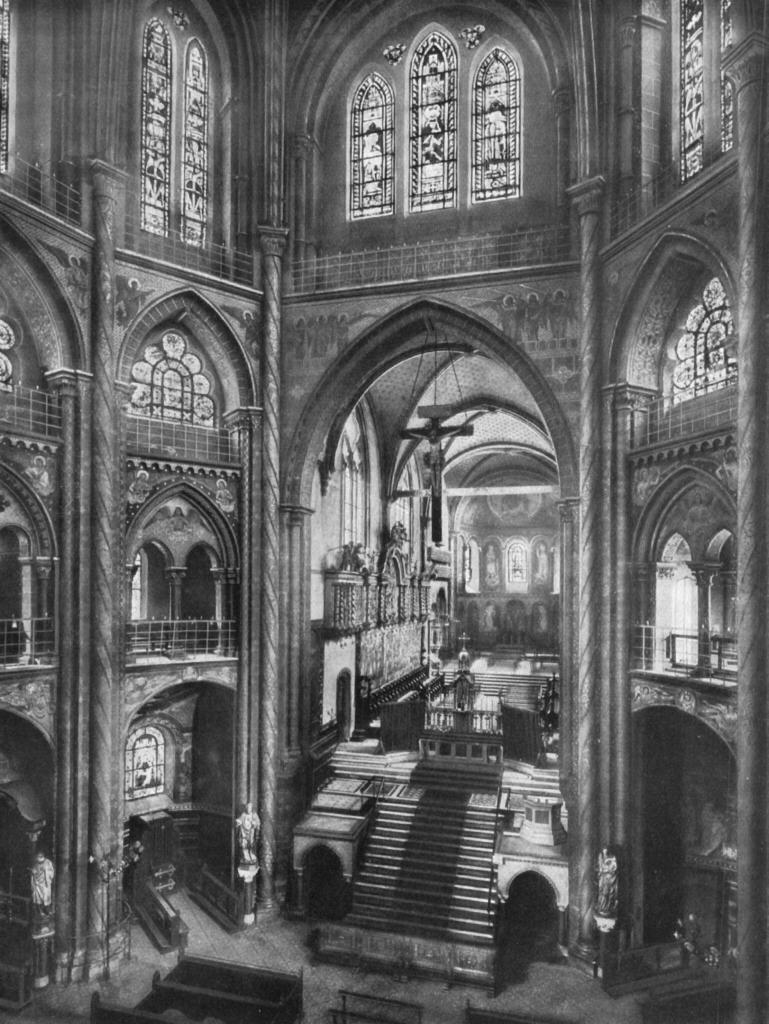
Chor um 1925

Um 1550 wurde die Orgel im Dekagon eingebaut. Eine Barockisierung der Kirche im 17. Jahrhundert wurde im 19. Jahrhundert wieder zurückgebaut. Im Jahr 1876 musste nach einem Sturmschaden das Dach des Dekagons neu errichtet werden. August Carl Lange führte die Baumaßnahme aus, ohne wesentliche Veränderungen zum Vorgängerbau vorzunehmen.
1920 wurde St. Gereon durch Papst Benedikt XV. zur Basilica minor erhoben.
Die Zerstörungen des Zweiten Weltkrieges betrafen vor allem das Dekagon; bis 1952 war es akut einsturzgefährdet. Das Rettungswerk verdankt sich vor allem den Statikern Wilhelm Schorn (bis 1968) und Otmar Schwab sowie der „Bauhütte“ (Firma Schorn). Der Wiederaufbau dauerte bis 1985. Langchor und Krypta dienten bis dahin als Gottesdiensträume; das Dekagon war abgetrennt. 1949 war der Hochaltar fertiggestellt; 1954 wurde eine kleine Orgel im Langchor eingebaut, 1956 folgte die Krypta, 1964 die Taufkapelle. Bis 1982 leitete der Aachener Dombaumeister Leo Hugot und nach seinem Tod dessen Tochter Irene Rothweiler und Herbert Queck aus Aachen den architektonisch-gestalterischen Ausbau und die Ausstattung. Den Innenraum von Dekagon und östlicher Apsis prägen vor allem die Farbfensterzyklen von Georg Meistermann und Wilhelm Buschulte; die ikonologischen Vorgaben stammen von dem Theologen Wilhelm Nyssen.
1980 wurde von Franz von Helmont der Barockaltar aus der nicht wieder aufgebauten Kirche St. Kolumba  hinter der Altarzone im Hochchor aufgebaut. Dabei handelt es sich um die Rekonstruktion eines nur zu zwanzig Prozent erhaltenen Altars. Fast alle Säulen, der Baldachin und die von Engeln gehaltene goldene Krone mussten neu hergestellt werden. Ein integrierter Expositionsaltar mit Engeln (Original) und integrierter Stufenanlage (neu) sollten helfen das Fronleichnamsfest in Köln wieder zu beleben. Im Mittelalter war in Köln die erste Fronleichnamsprozession von Sankt Gereon ausgegangen. Unter dem Diözesankustos Martin Seidler wurde der Columba-Altar nach 2000 in die Kapelle der Erzbischöflichen Ursulinenschule in der Machabäerstraße 47 transloziert.

## Legenden
Um den Ursprung der Basilika St. Gereon ranken sich unterschiedliche Legenden und Vermutungen.
Der Legende nach errichtete die Hl. Helena St. Gereon auf den Gräbern des Hl. Gereon und seiner Gefährten. Es soll sich um Angehörige der Thebäischen Legion gehandelt haben, die Kaiser Maximian die Verfolgung von Christen verweigerten und darauf selbst das Martyrium erlitten.
Diese Erzählung war ab 400 nach Christus verbreitet und wurde nachweislich in der Mitte des 5. Jahrhunderts von dem Lyoner Bischof Eucherius aufgeschrieben. Bei der Verbreitung der Legende kam diese auch nach Köln und legitimierte offenbar nachträglich den Kirchenbau. Angeblich befand sich in der Kirche ein (archäologisch nicht nachweisbarer) Brunnen, in den die Mörder die Leichen der Märtyrer geworfen haben sollen. Durch Staub aus diesem Brunnen sei Bischof Everigisil nach einem Bericht des Gregor von Tours von Kopfschmerzen geheilt worden. Ähnlich wie bei der Basilika St. Ursula schienen die Funde in römischen Gräberfeldern die Legende zu bestätigen. Grabungen des 11. Jahrhunderts brachten dann auch 360 Skelette zu Tage. 1121 glaubte der Hl. Norbert, Gründer des Prämonstratenserordens, das Skelett Gereons gefunden zu haben. Sogar die Kleidung sei noch erhalten gewesen. Seither war man überzeugt, über die Gräber und Reliquien der Heiligen zu verfügen.
Im 13. Jahrhundert schließlich schien den Zeitgenossen die Kenntnis von 318 (Symbolzahl!) Gebeinen von Angehörigen der Thebäischen Legion, die, angeführt von St. Gereon, den Märtyrertod erlitten, gesichert. Ausgrabungen des 20. Jahrhunderts ergaben allerdings keine Hinweise, die diese Legende bestätigen könnten.

## Bauwerk

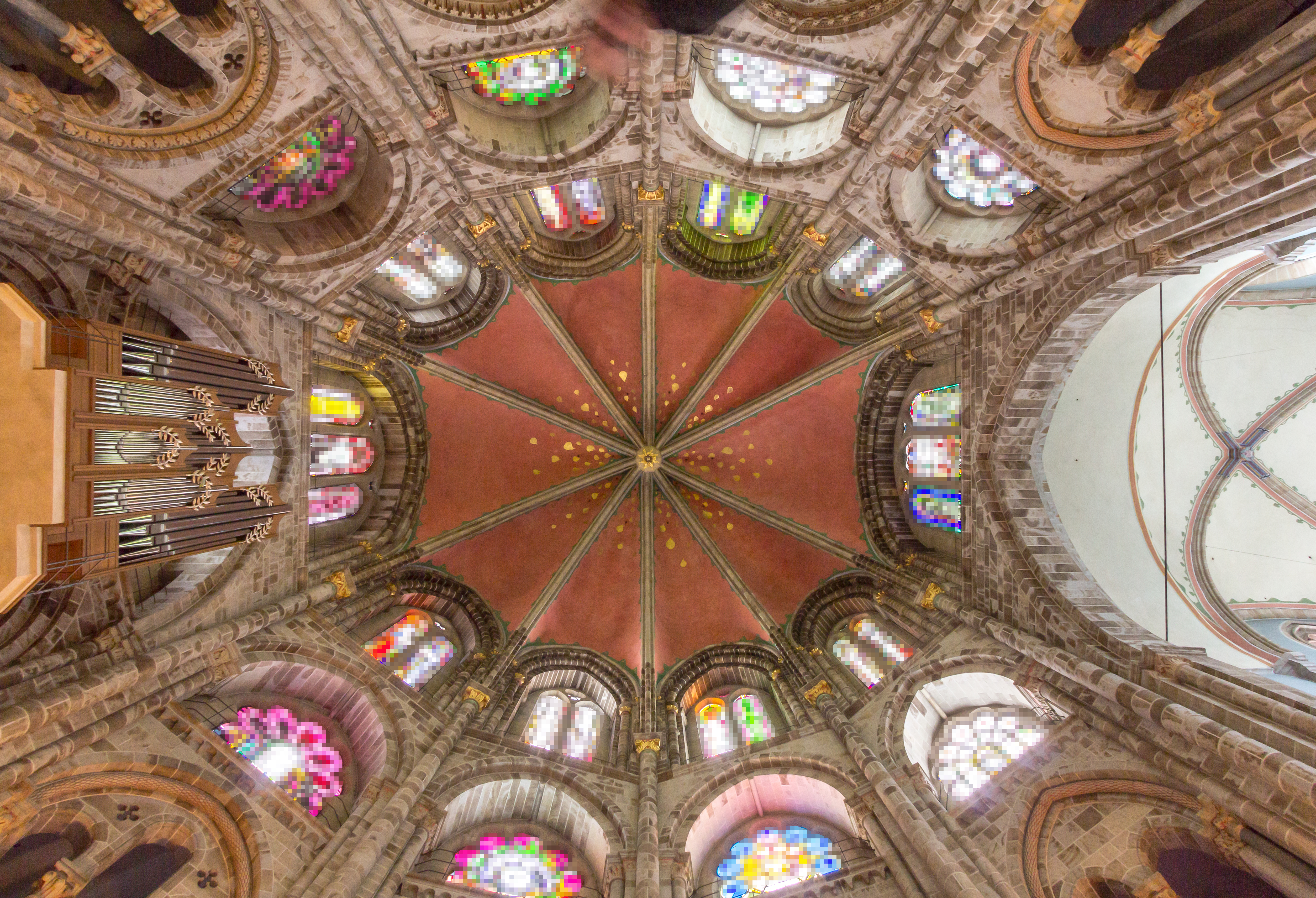
Blick in das Dekagon (2015)

St. Gereon ist ein herausragendes Zeugnis spätantiker und hochmittelalterlicher Architektur. Bestimmendes Element des Baukörpers ist ein gewölbter spätantiker Ovalbau, der im frühen 13. Jahrhundert in die Form eines Dekagons (Zehneck) mit je vier antiken Konchen im Norden wie im Süden „überführt“ wird. Dieser so gewonnene Zentralbau ist in seiner Art nördlich der Alpen einzigartig.
Für die Kirche gab es nie einen einheitlichen Bauplan. Sie ist heute das Ergebnis von Veränderungen über Jahrhunderte. St. Gereon hat in seiner Einzigartigkeit, gerade im Hinblick auf das Dekagon, weder Vorbilder noch Nachfolgebauten.
Interessant ist die populäre Stilzuschreibung, das Dekagon sei spätromanisch (dazu siehe Dissertation): Während die Apsis und die sie flankierenden Türme fast ganz und gar in romanischen Formen gehalten sind, ist das Dekagon in mehrerer Hinsicht gotischer gestaltet als klassische Bauten der französischen Frühgotik. Dazu gehört die im Innenraum ausgeprägte Wandauflösung. Dazu gehören auch die maßwerkartig gegliederten Fenster der obersten Wandzone. In den Emporenarkaden kontrastieren zwar runde Einzelbögen mit den spitzen Überfangbögen, aber die Kapitelle sind schon korinthisch, gleichen denen im Chorumgang von Saint-Denis. Die Zweischaligkeit der Wände bis in die oberste Wandzone ist in der Île-de-France schon der Frühgotik unüblich, nicht aber in der Normandie (Kathedrale von Coutances) und im Burgund samt Randgebieten wie Auxerre. In der Trierer Liebfrauenkirche sind zwar nicht die Wände der (dort bis in Kämpferhöhe als Blenden vermauerten) Obergaden zweischalig ausgeführt, jedoch haben dort beide Fensteretagen des Chorpolygons Laufgänge.
Die gerne als romanisch bezeichneten Fächerfenster des Emporengeschosses sind die obere Hälften gelappter Rundfenster. Derartige Rundfenster kamen zwar kurz vor Beginn der Gotik auf, gehören aber auch zur Erstausstattung der Chorempore von Notre-Dame de Paris.

Innengestaltung
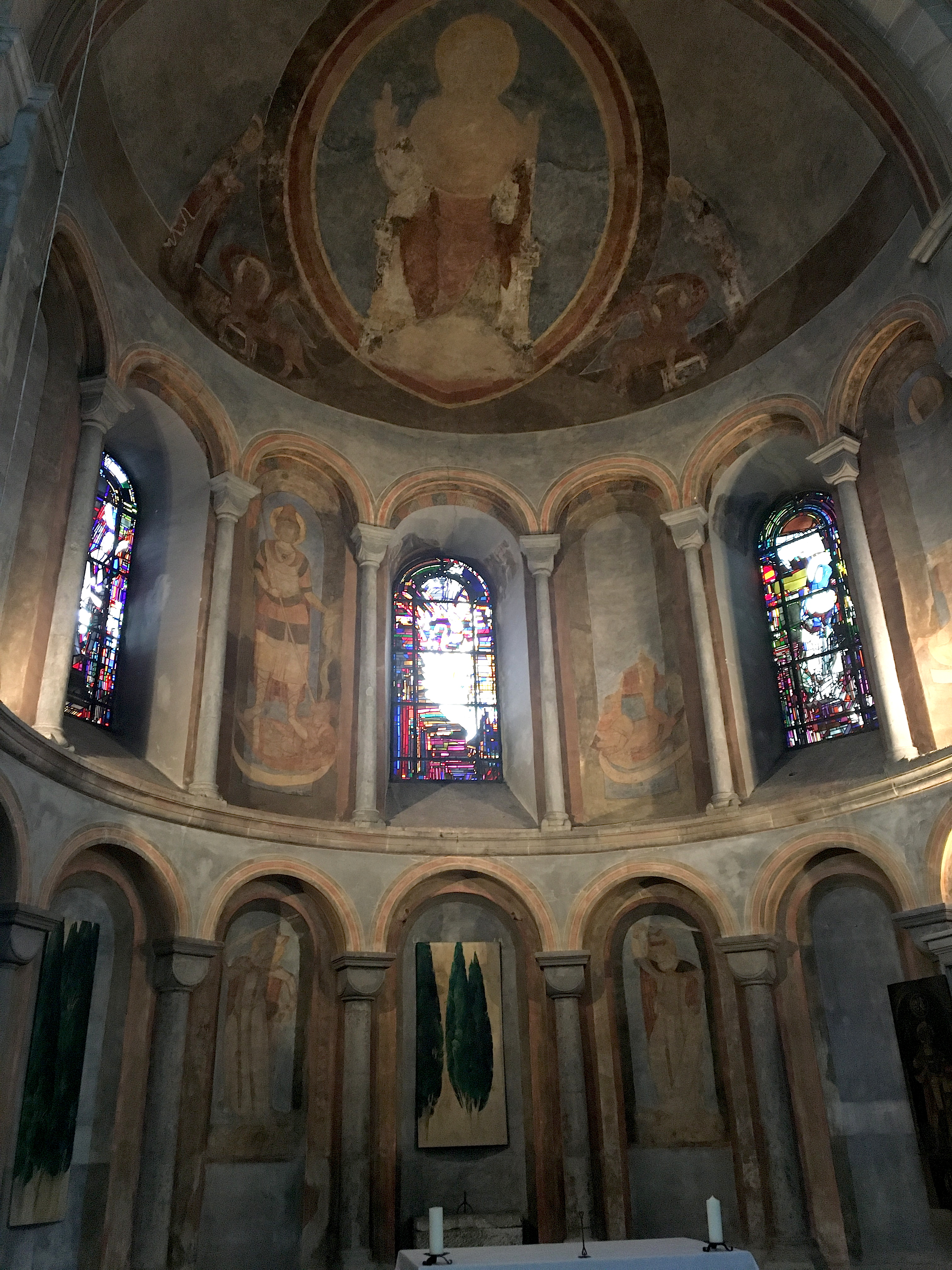
St. Gereon, runder Chorschluss mit ungegliederter Halbkuppel
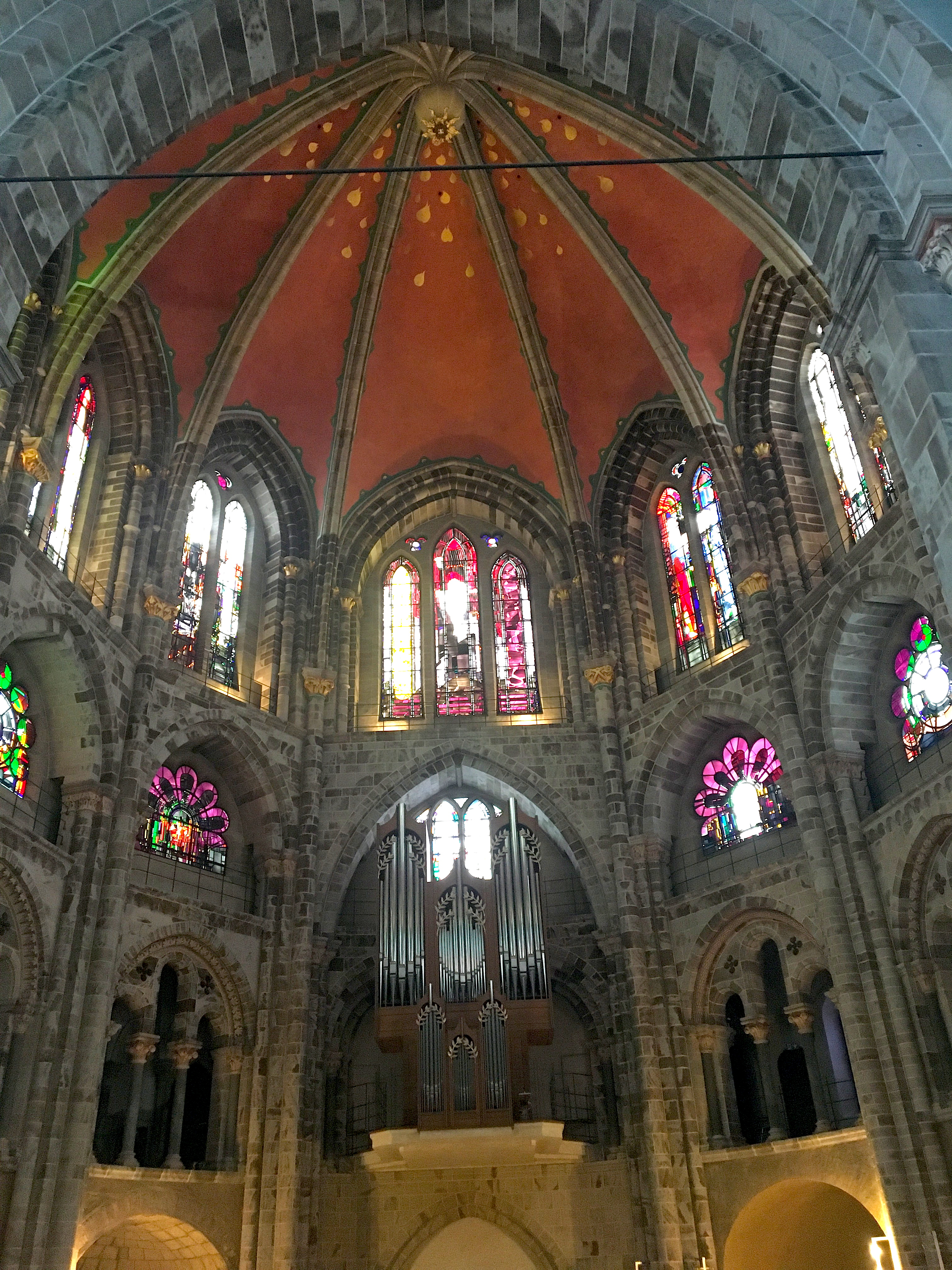
St. Gereon, Oktogon nach Westen, wie ein frühgotischer Chorschluss
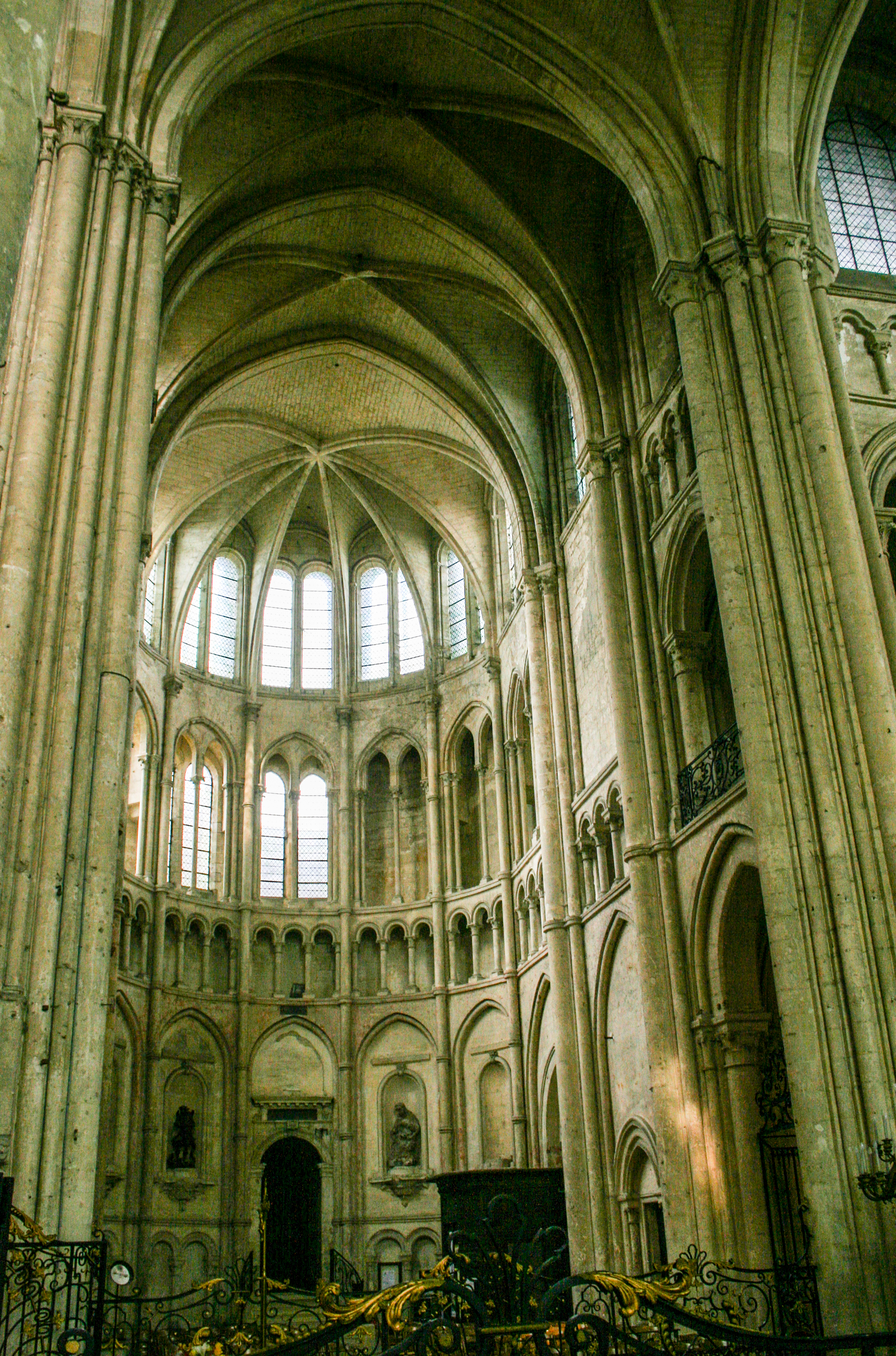
Kathedrale von Noyon, Südkonche, 1170–1180, untere Obergaden 2-schalig
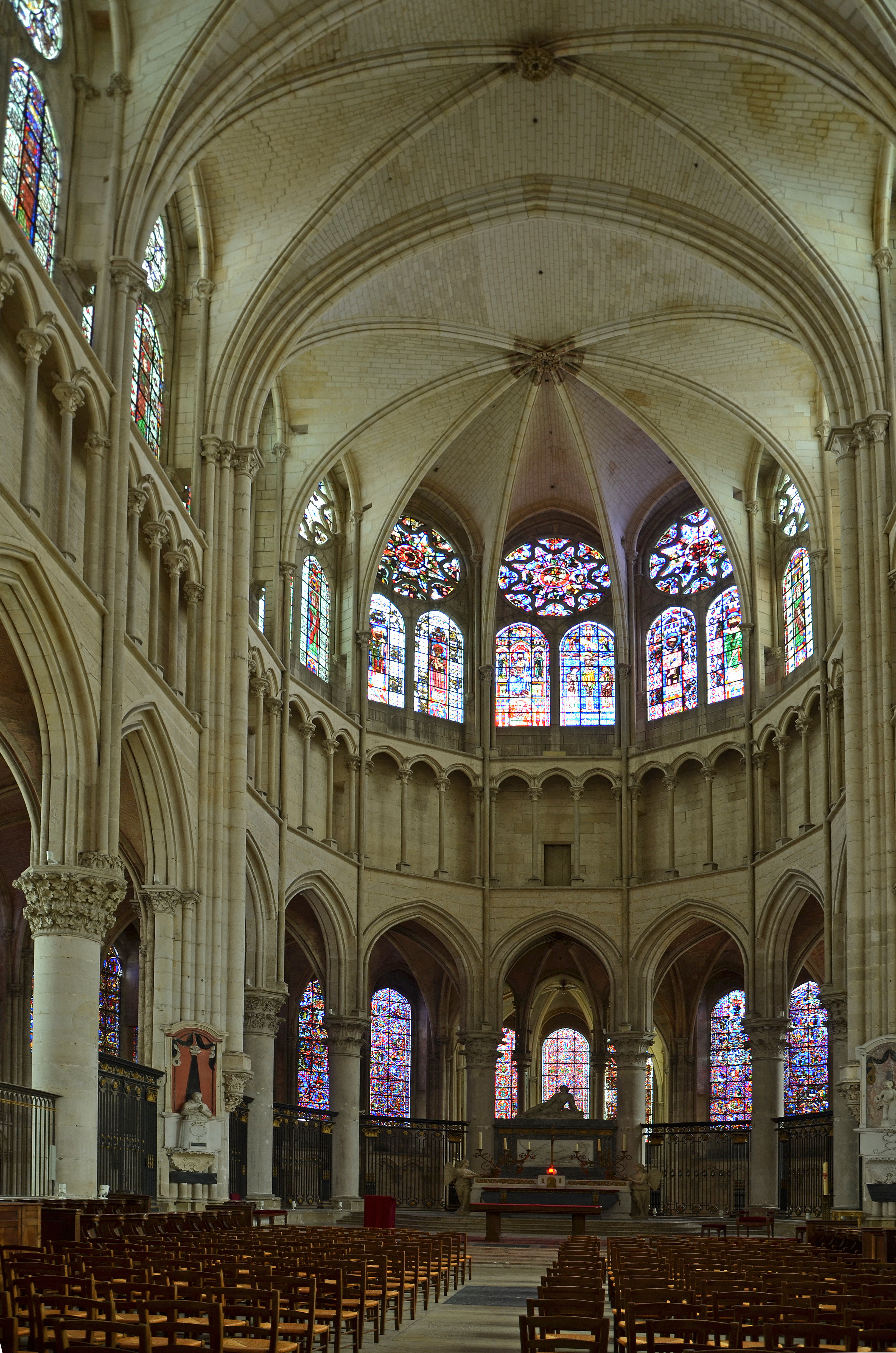
Kathedrale von Auxerre, Obergaden mit Laufgang

Außengestaltung
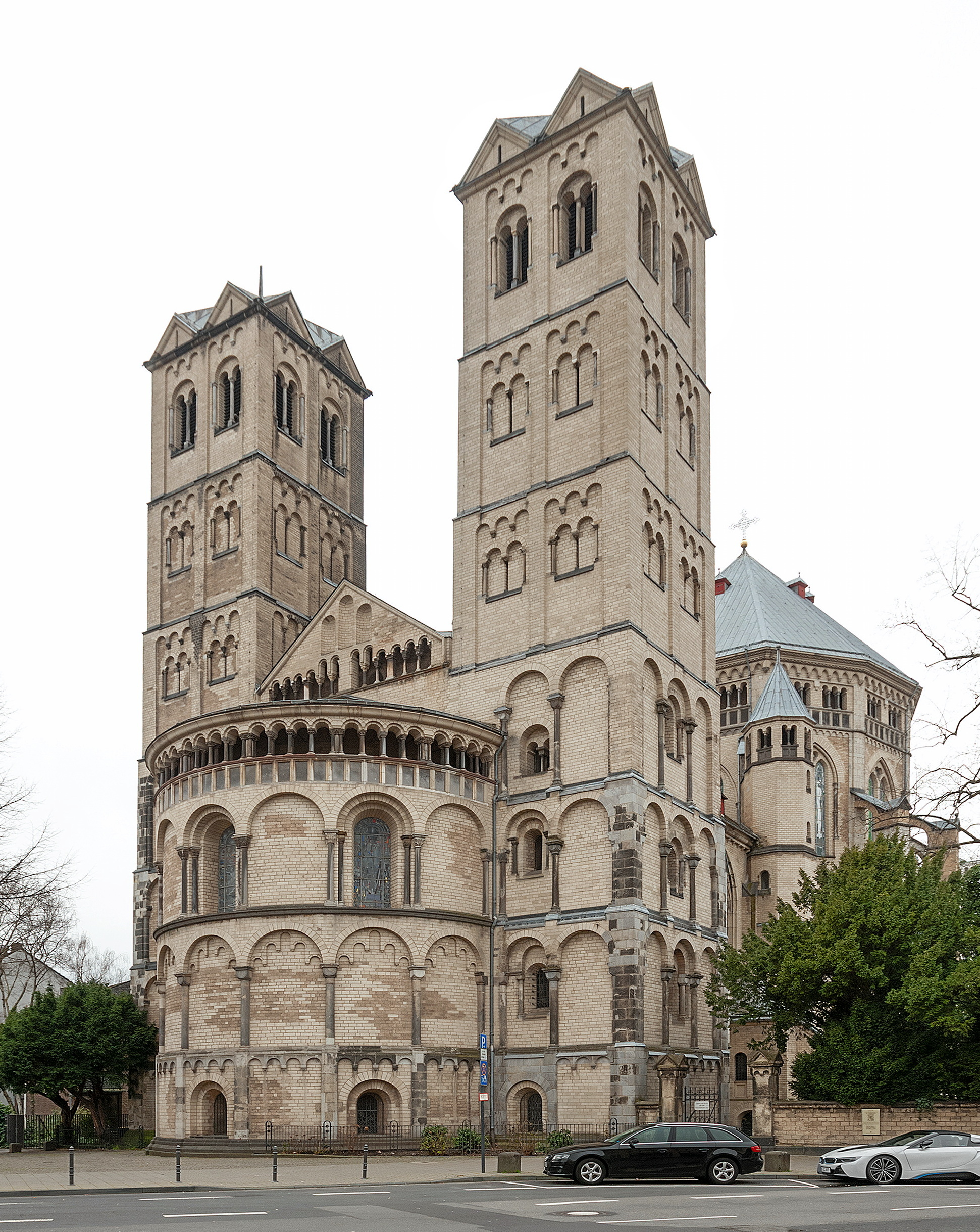
St. Gereon, Chor und Flankentürme
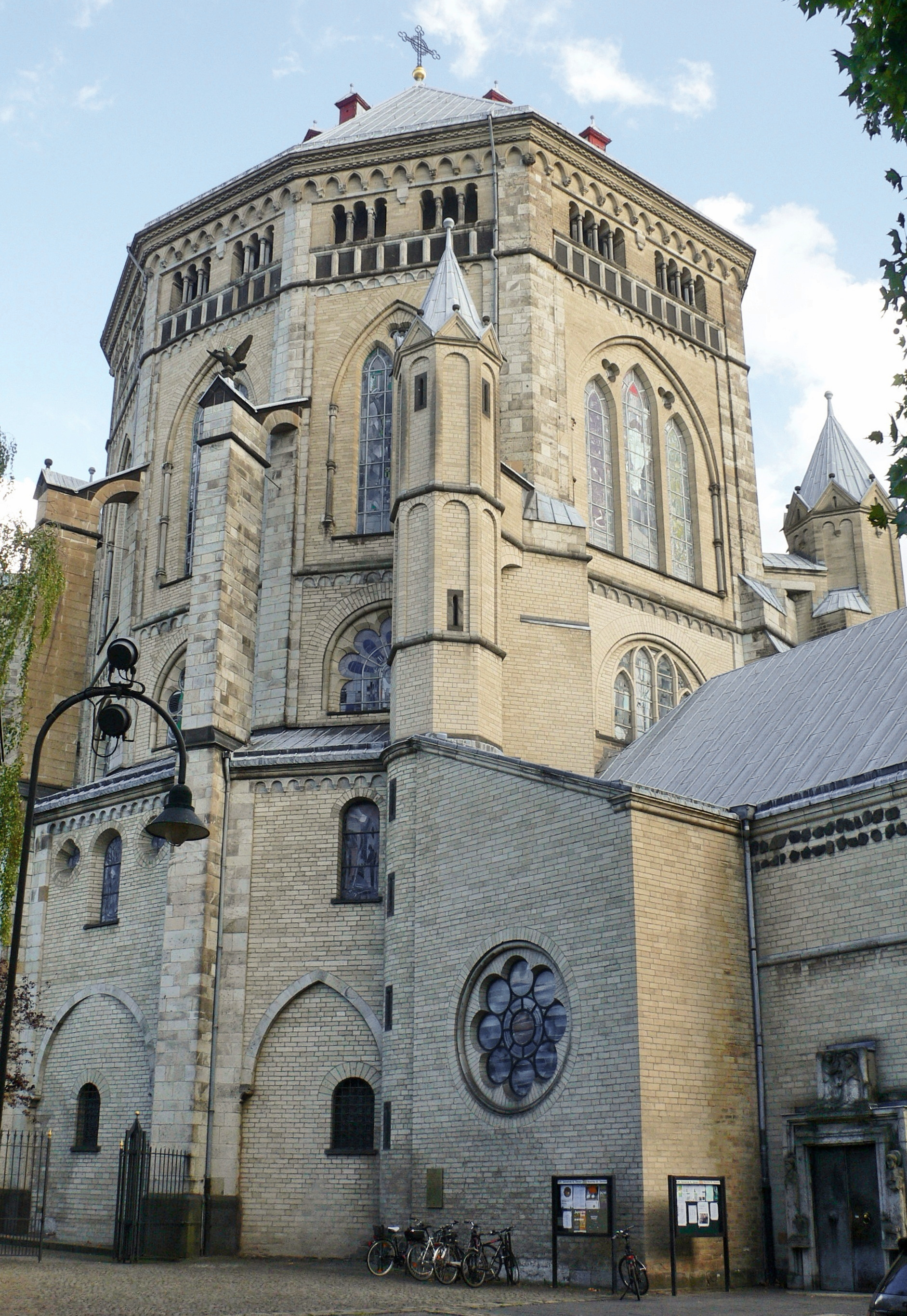
St. Gereon, Dekagon
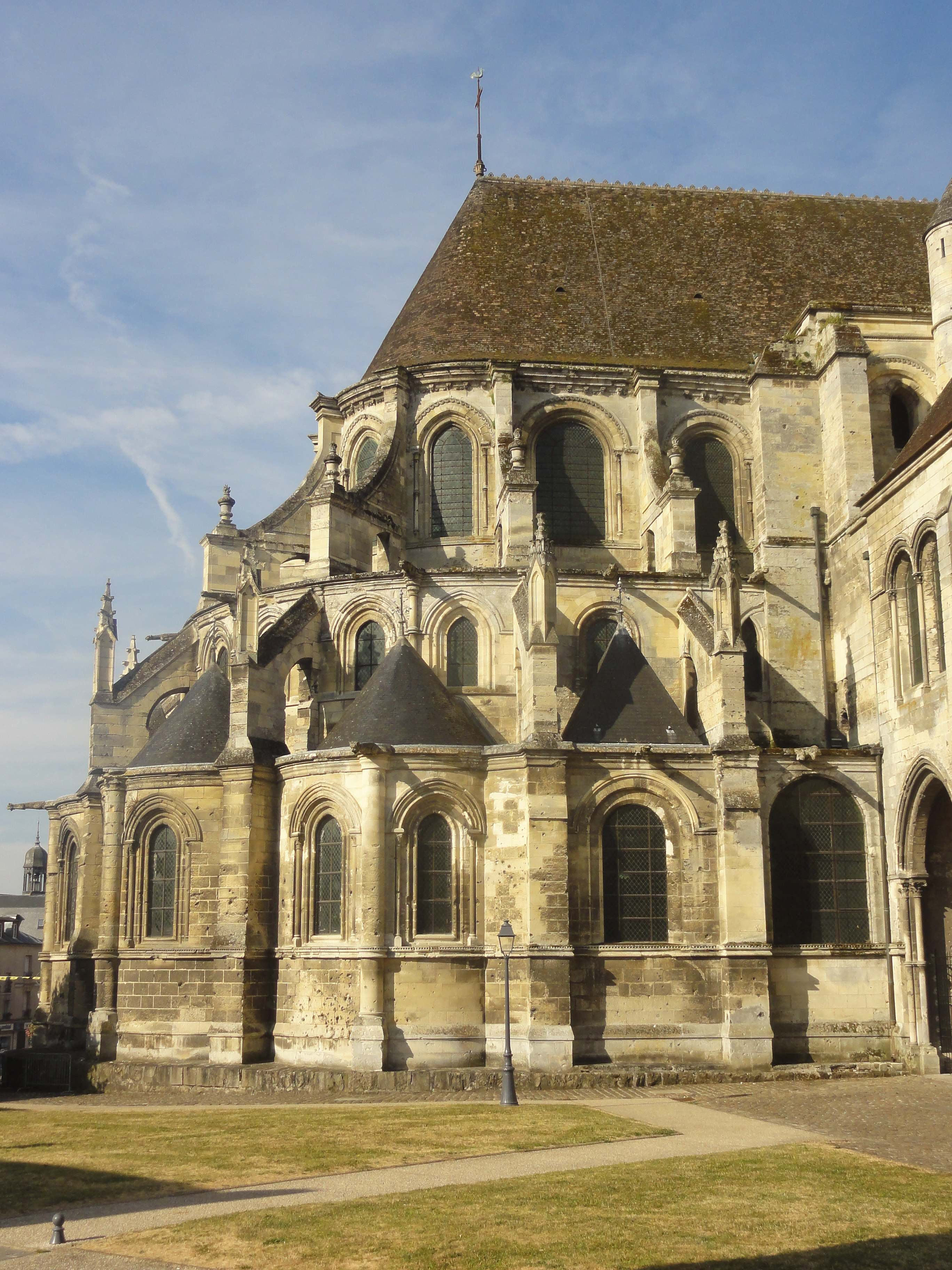
Kathedrale von Noyon, Chor
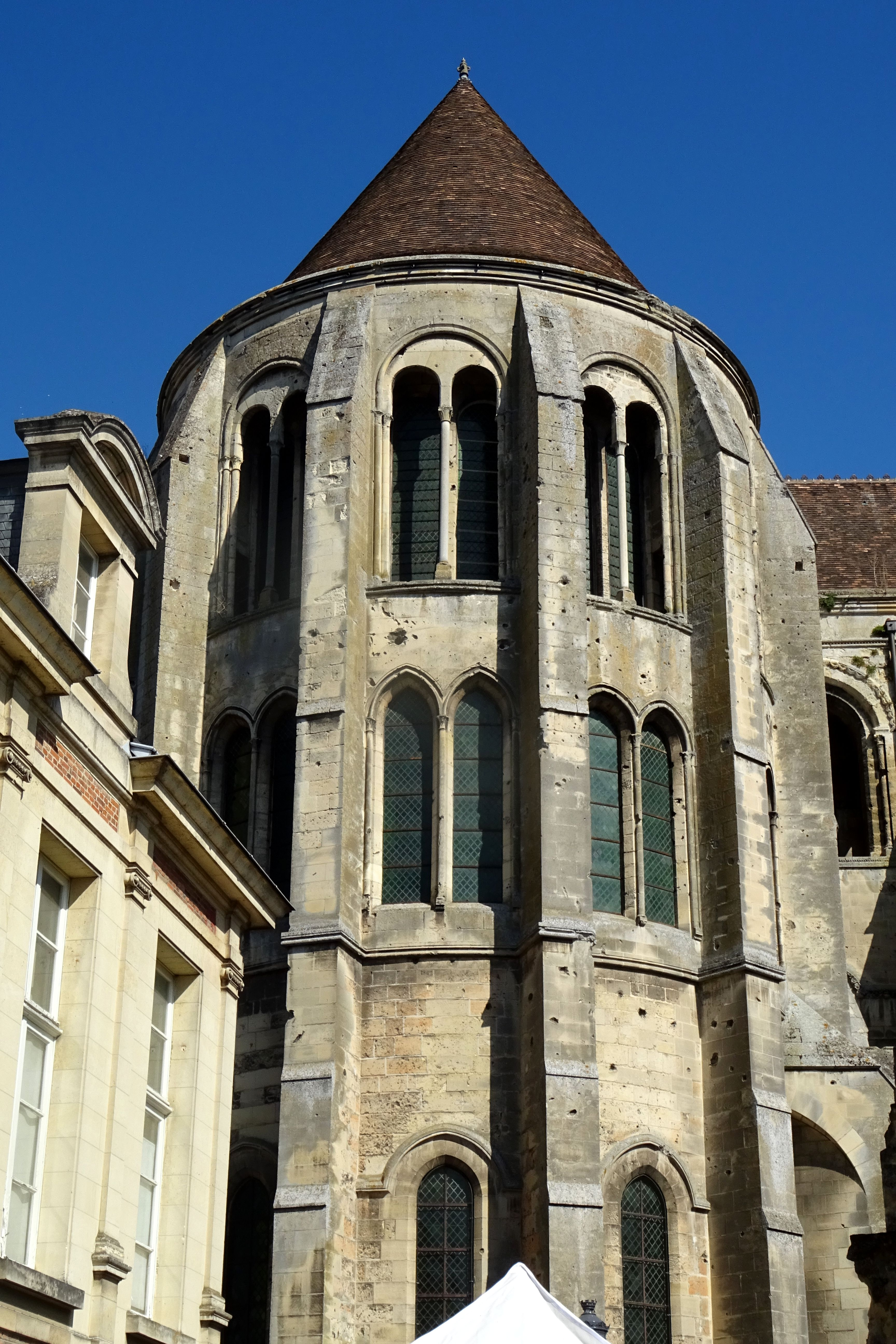
Kathedrale von Noyon, Südkonche/Querhausapsis

Ehrlicher als andere, auch jüngere, Bewertungen war da Georg Dehio in seiner im Ersten Weltkrieg geschriebenen und vom Geist jener Zeit belasteten Darstellung in Band I seiner Geschichte der deutschen Kunst: „Über diesen widerstandsfähig gemachten Unterbau kamen zwei neue Stockwerke zu stehen, das erste als Emporenumgang, das zweite als Lichtgaden ausgebildet. Nach dem Plan von 1219 hätte schon auf dieser Höhe das Gewölbe einsetzen sollen. Die inzwischen fortgeschrittene Kenntnis der französischen Rippenkonstruktion, offenbar durch den Eintritt eines neuen Bauleiters vermittelt, wies aber auf neue Möglichkeiten, und man zögert nicht, mit freudiger Kühnheit ihnen nachzugehen. Das so entstehende dritte Obergeschoß ist in Köln die erste und auf längere Zeit einzige wirklich gotisch gedachte Konstruktion. Die Kuppel, die in ihrer längeren Achse 22, in ihrer kürzeren 18 m Spannung hat und deren Scheitel mehr als doppelt so hoch liegt als die des römischen Baues, ist dank der Rippe auf ein mäßiges Gewicht herabgesetzt, sie gestattet die Öffnung der Wand durch hohe Lichtöffnungen, und nach außen ist sie durch ein freistehendes Strebewerk abgestützt. Vermutlich ist die Kölner Kritik mit dieser Neuerung hart ins Gericht gegangen, und sie hätte sich ganz wohl auch durch andere, weniger revolutionäre Mittel ersetzen lassen. Im Innenbau dagegen tritt der Gotiker nicht allzu herausfordernd auf. Die Störung der Harmonie ist nicht heftig und wird durch die herrliche Beleuchtung“ (die eben eine wesentliche gotische Errungenschaft ist) „und die schwungvolle Raumpoesie reichlich aufgewogen.“

Emporen
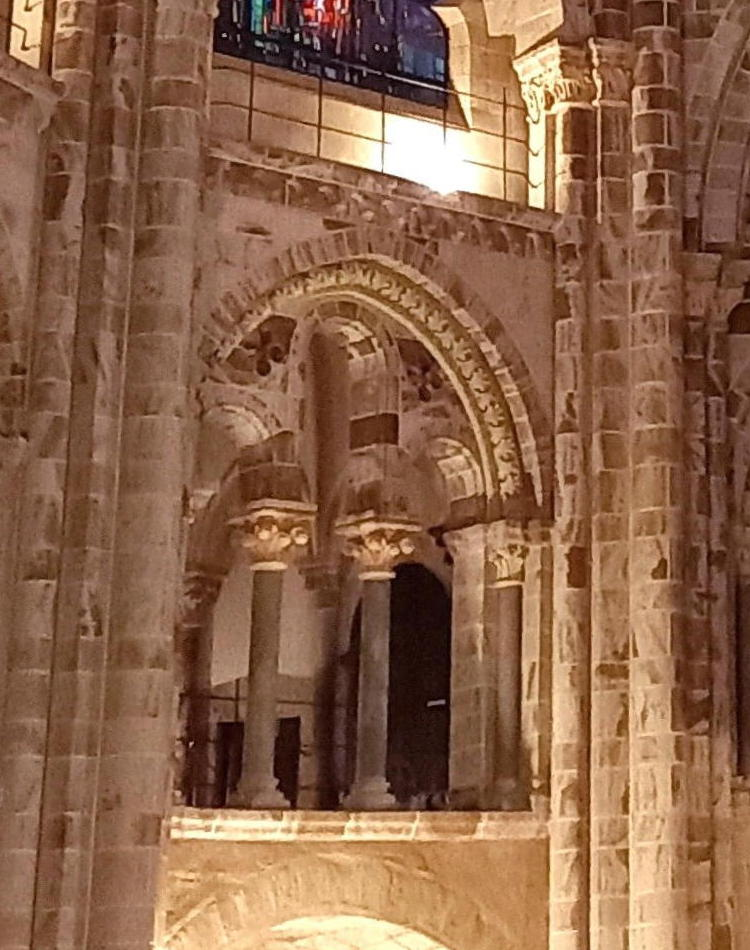
Südseite, westlichstes Joch
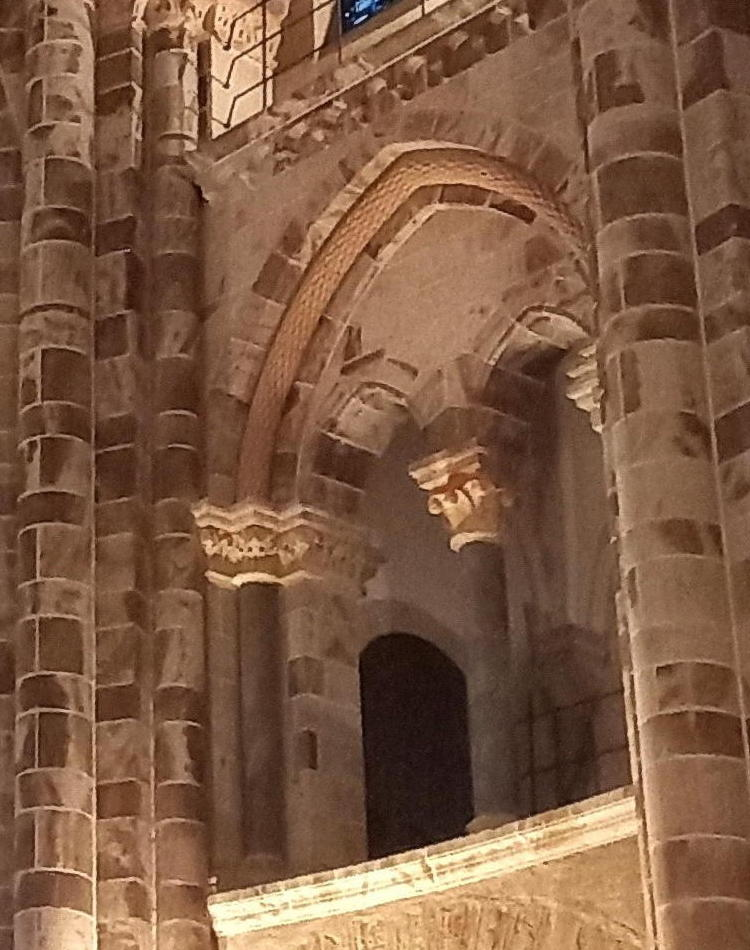
Südseite, östlichstes Joch
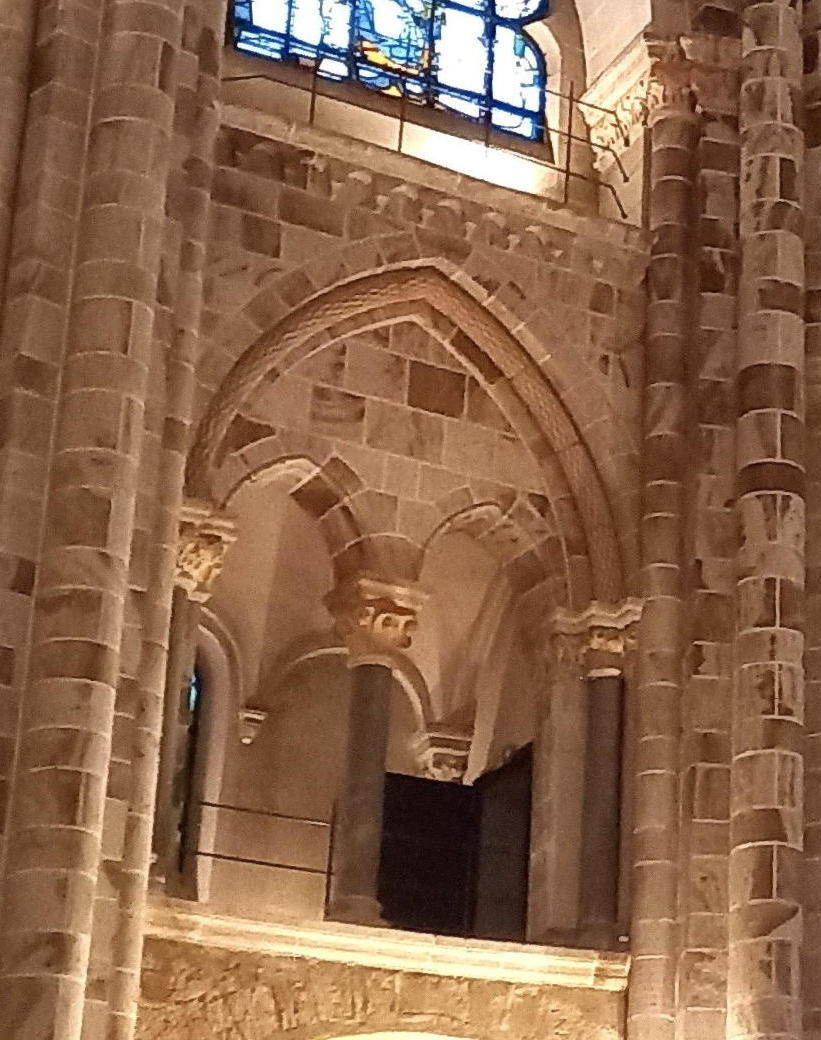
Nordseite, östlichstes Joch
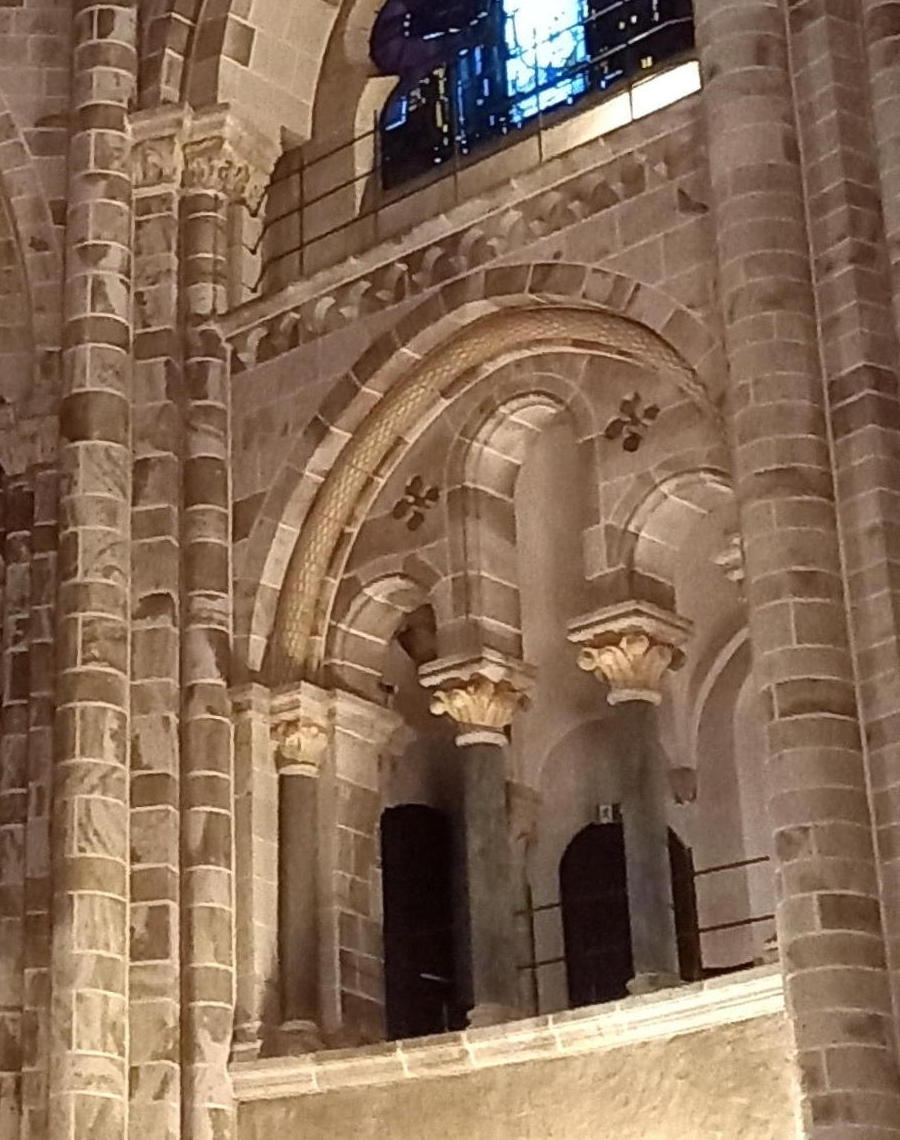
Nordseite, westlichstes Joch

Die Gewölbe über den Emporen sind nicht einheitlich: Auf der Südseite sind es mehrteilige rundbogige Rippengewölbe, auf der Nordseite Kreuzgratgewölbe.
Die Komposition der beiden Obergadengeschosse, in Köln eher als Ausdruck einer Planänderung gedeutet, hat einen interessanten Bezug zu den Phasen der Gotik in Frankreich: Das untere Obergadengeschoss ist in seiner geringen Höhenausdehnung so etwas wie ein Vorgriff auf die befensterten Triforien des Gothique rayonnant, die in Frankreich erst mit dem Umbau der Abteikirche von Saint-Denis ab 1231 anfangen.
Das zentralisierte Rippengewölbe, das den in vier Etagen gegliederten Raum schließt, kann als die größte Kuppelkonstruktion ihrer Zeit (1227) angesprochen werden. Sie erreicht im Scheitelpunkt 34,55 Meter Höhe und misst im Durchmesser 21 Meter in der Länge bzw. 16,90 Meter in der Breite.
Westlich ist dem Zentralraum die Vorhalle in ebenfalls gotischen Formen vorgelagert, in der der spätantike Narthex weiterlebt. Die Vorhalle war vor dem Abriss der Stiftsgebäude mit diesen verbunden und ermöglichte so den Zutritt zum Innenhof der Klosteranlage. Im 19. Jahrhundert wurde die Vorhalle um zwei Kapellen ergänzt. Östlich des Dekagons folgt oberhalb der Krypta der zweijochige Langchor mit dem Chorquadrat, an das sich die beiden Osttürme und die Apsis anschließen. Der von außen reich gestaltete staufische Etagenchor besitzt sieben Blendarkaden mit drei Fenstern.
Die drei unteren Geschosse der Türme schließen mit dem Apsisscheitel ab, darauf folgen zwei weitere mit Scheinfenstern und ein sechstes Geschoss mit zwei großzügigen Doppelarkadenfenstern. Die oberen drei Geschosse sind freistehend. Reich gefaltet sind die Turmdächer. Sie zeigen je zwei Dreiecksgiebel auf jeder Seite. Die Türme selbst stehen in einer engen optischen Beziehung zum Dekagon, was den singulären Charakter der Basilika auch im Fernblick betont.

## Ausstattung

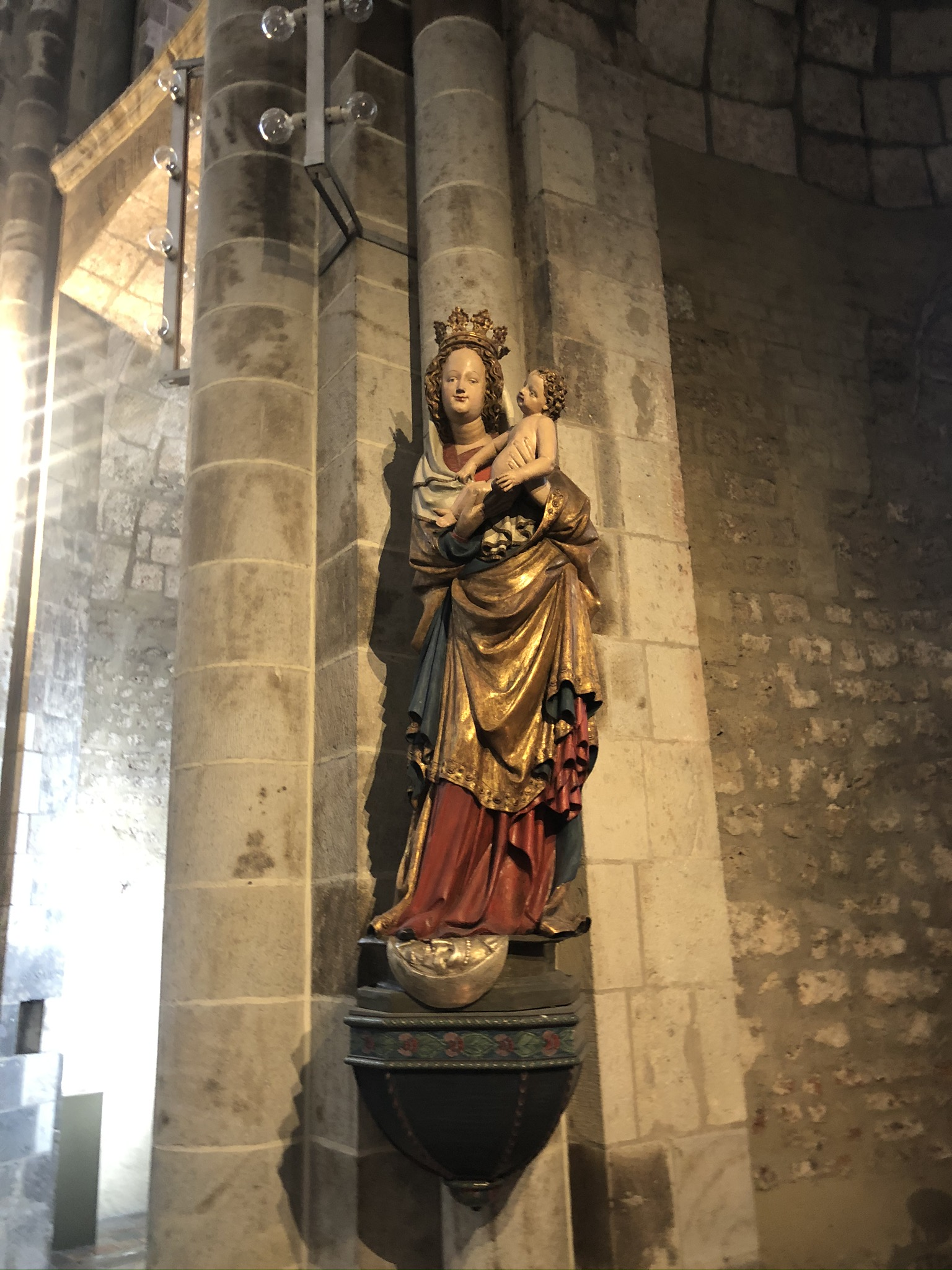
Mondsichelmadonna (2020)

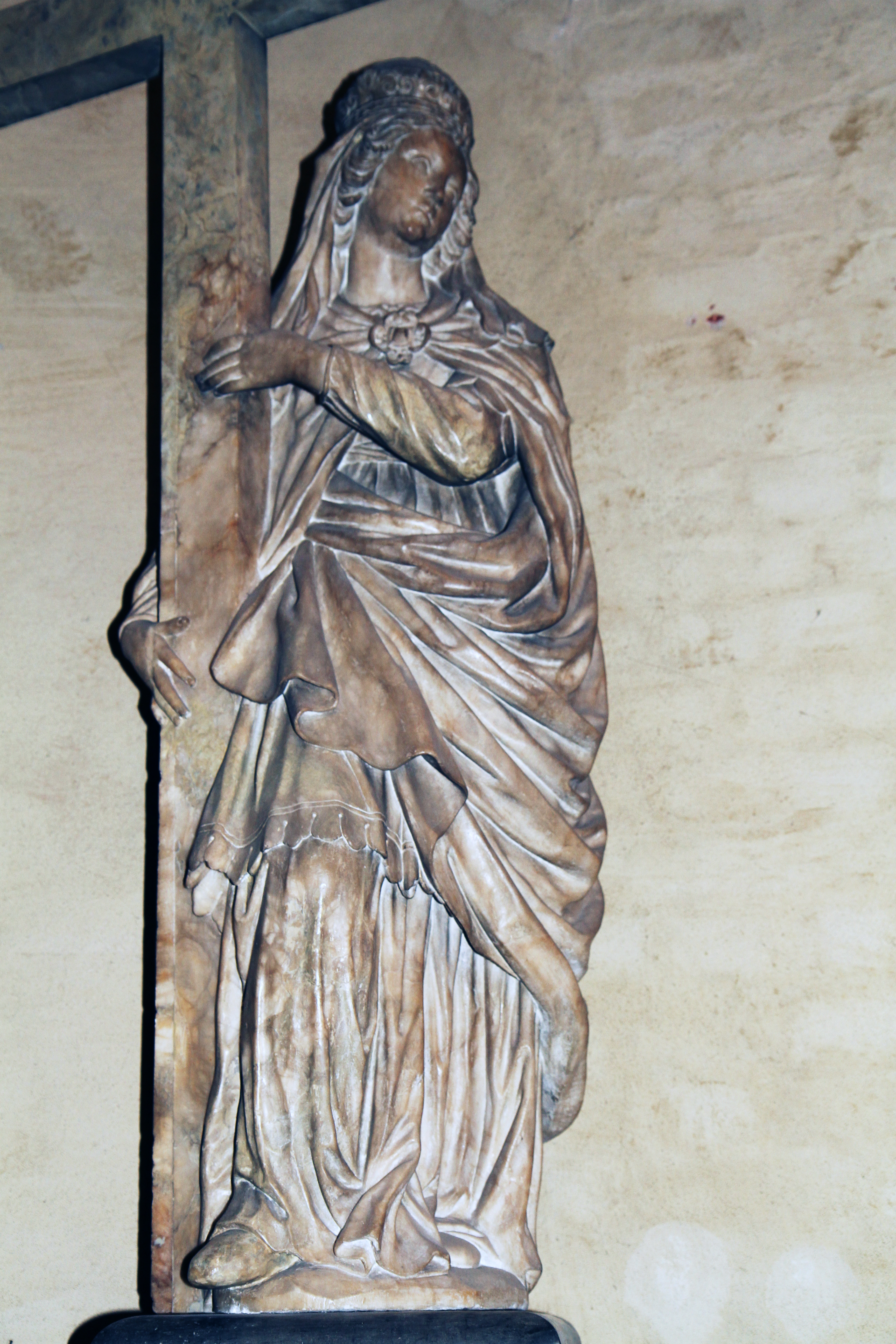
Hl. Helena von 1635 (2013)

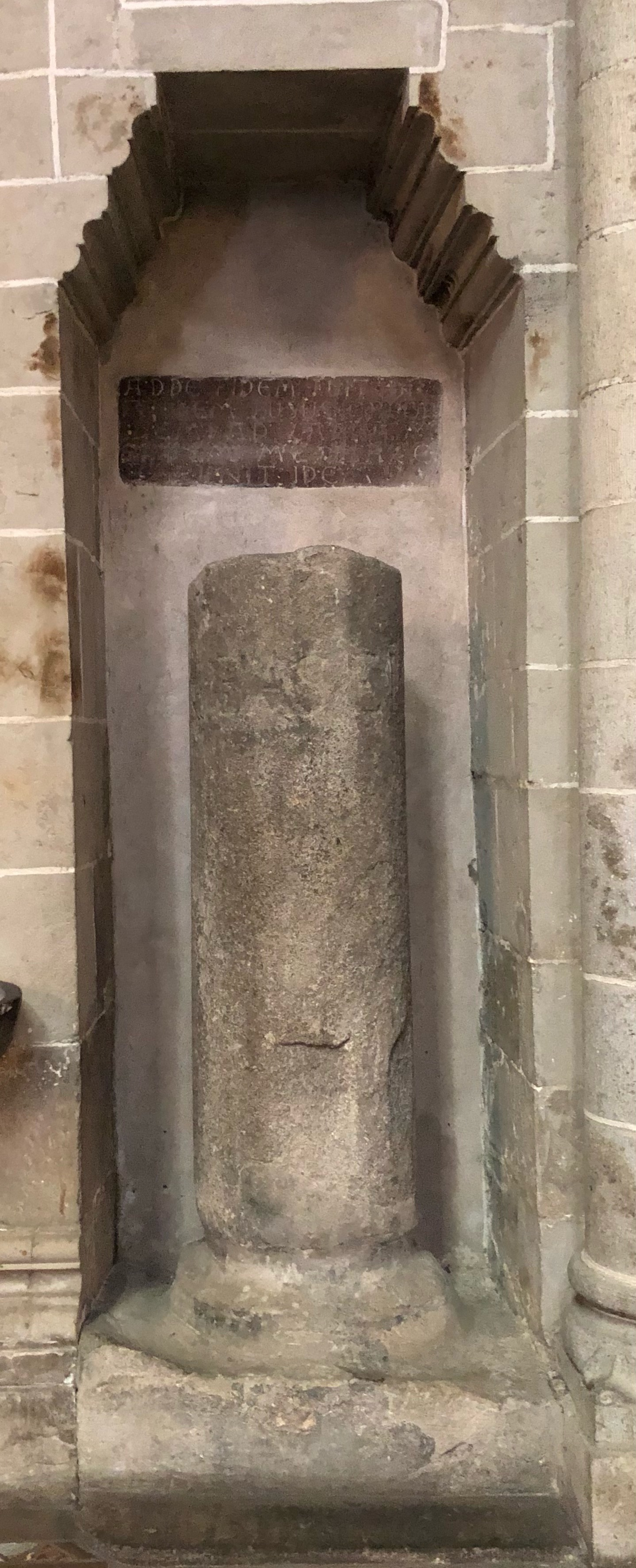
„Blutsäule“ nördlich des Eingangs zum Dekagon (2021)

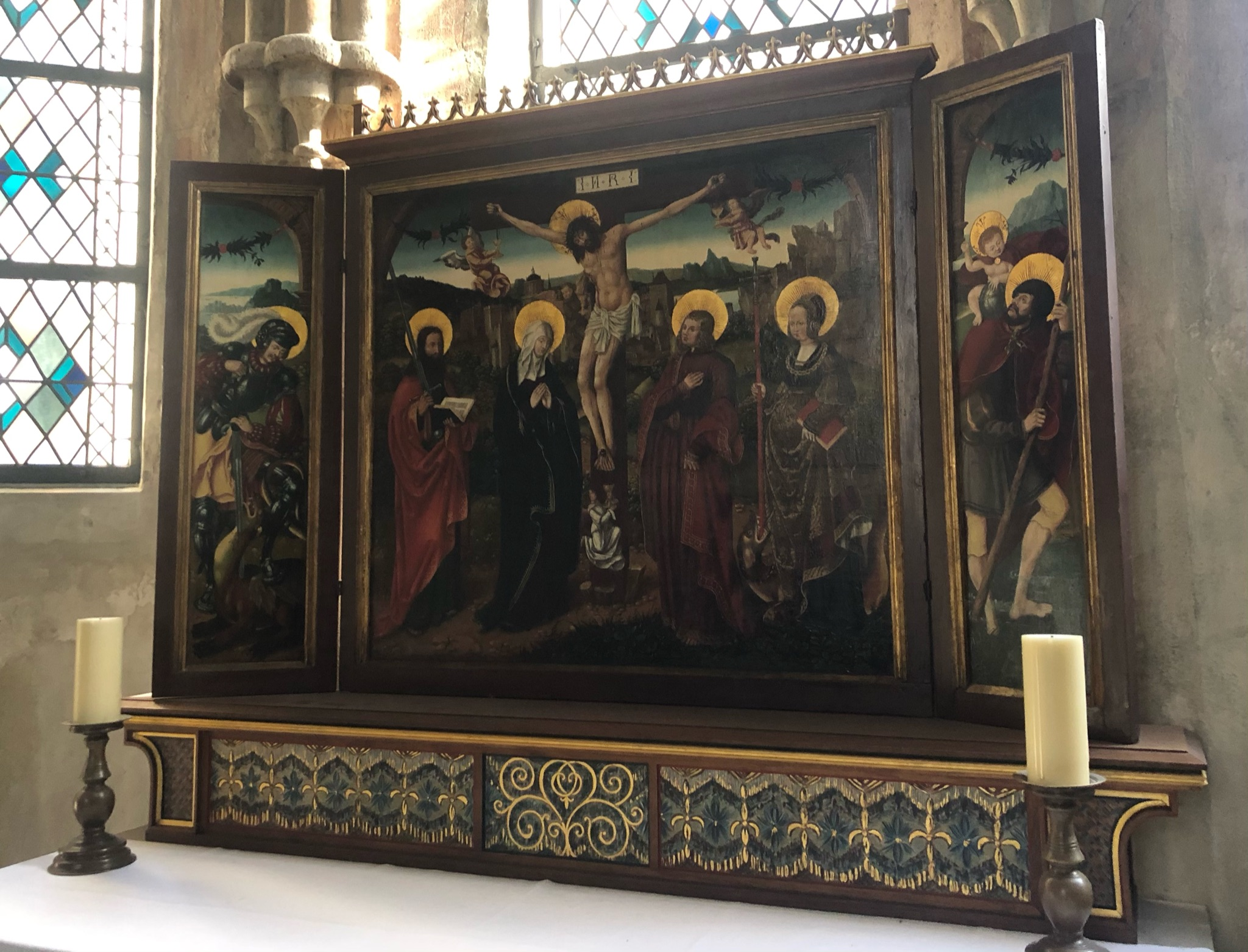
Triptychon von 1515 (2021)

Im Chorraum befindet sich eine Darstellung Christi beim Jüngsten Gericht sowie als ikonografischer Bestandteil Heilige der Thebäischen Legion. Ebenfalls blieben in der Apsis eindrucksvolle Fresken erhalten. Von besonderer Qualität müssen die ursprünglich im Chor aufgehängten Wandteppiche gewesen sein, darunter ein Teppich des frühen 11. Jahrhunderts mit Medaillons als Wiederholungsmuster mit der Darstellung, wie ein Greif einen Stier angreift: Es ist einer der ältesten europäischen Wandteppiche, dessen vier Teile heute in europäischen Museen verwahrt werden. Heute schmücken den Langchor noch Tapisserien von 1765 (Aubusson) mit Szenen aus der alttestamentlichen Geschichte des Joseph. Es handelt sich um die Hälfte des ursprünglichen Wandteppichbestandes. Der verloren gegangene Teil hing ursprünglich den Josephszenen gegenüber.
Das vom früheren Sebastianusaltar erhaltene Altarbild im Hochchor stellt das irdische Köln dar, geschützt von den Heiligen, insbesondere St. Sebastian und der Heiligen Dreifaltigkeit (Johann Hulsmann und Johann Toussyn, ca. 1635). Vor den Stufen zum Turmjoch und der Ostapsis steht ein lebensgroßes Kruzifix aus Alabaster, das dem Bildhauer Jeremias Geisselbrunn zugeschrieben wird und somit in die Mitte des 17. Jahrhunderts zu datieren ist. Von ihm stammt auch die Statue der Heiligen Helena an der Südseite des Chores.
Neben dem Gereonsaltar führt aus dem Langchor eine Treppe in die Krypta mit Fenstern von Alfred Manessier (von 1964). Über den Doppelarkaden des Eingangs zur Grabkammer blieb ein Fresko mit einer Kreuzigungsdarstellung aus dem späten 13. Jahrhundert erhalten. Aus dem Chor stammt das hier neu verlegte staufische Bodenmosaik. Der in der Krypta befindliche Kreuzigungsaltar aus der Zeit um 1540 stellt unter anderem Heilige aus dem Umfeld des Hl. Gereon dar und ist ein Beispiel früher Kölner Renaissance.
Rechts vom Langchor befindet sich die Sakristei mit kostbaren Doppeltüren vom Anfang des 16. Jahrhunderts. Sie ist als Schatzkammer mit liturgischen Geräten und Reliquiaren des Mittelalters sowie Grabungsfunden ausgestattet. Zum Schatzbestand gehören u. a. ein Heilig-Kreuz-Reliquiar (um 1250), zwei kostbare Armreliquiare (1220–1225) und mehrere Büstenreliquiare.
Im Zentralbau, dem Dekagon, befinden sich die bei der Wiedererrichtung der Basilika nach dem Zweiten Weltkrieg entstandenen Verglasungen der Spitzbogenfenster (Fensterkranz der Propheten und Apostel), der Palmettenfenster (vier Evangelisten und vier Apokalyptische Reiter), der Rundbogenfenster (Kölner Heilige Männer und Frauen sowie Maria und Josef) und die Konchenfenster (rein ornamental). Sie entstanden nach den zwischen 1979 und 1986 vorgelegten Entwürfen von Georg Meistermann und Wilhelm Buschulte. Das ikonographische Gesamtprogramm des Dekagons mit Kuppel, Fenstern und Fußboden (Bronze-intarsien mit Zitaten der Geheimen Offenbarung des Johannes) und das christliche Martyrium entwarf Wilhelm Nyssen.
In vier übereinanderliegenden Kreisen gestalteten Georg Meistermann und Wilhelm Buschulte den Sieg Christi, ausgedrückt durch die Heiligen, und die Einheit des himmlischen und irdischen Jerusalem (apokalyptische Wesen, apokalyptisches Lamm, vier Prophetengestalten, zwölf Apostel und Heilige). Die neu gestaltete Kuppel zeigt sich mit ihrem Rot und den goldenen Zungen. Diese Gestaltung basiert auf der frühchristlichen Bezeichnung sanctos aureos, der Kirche „zu den goldenen Heiligen“, die Wilhelm Nyssen mit Architekt Leo Hugot und Künstlern zusammen in ein ikonografisch neues Konzept stellte (vgl. W. Nyssen: Verborgenes Licht. Köln 1985, S. 129ff).
Der gleichfalls neu gestaltete Fußboden im Dekagon von Elmar Hillebrand und Andreas Diltey ist reliefartig und stellt das Martyrium des heiligen Gereon dar. Die im Zentralbau am zweiten östlichen Pfeiler der Südseite aufgestellte Mondsichelmadonna ist ein Werk des Weichen Stils zwischen 1380 und 1430. Sie wurde um 1400 gefertigt und stammt ursprünglich aus der Kirche St. Maria ad Gradus. Stilistisch ähnelt sie der wahrscheinlich auf Konrad Kuene van der Hallen zurückgehenden Verkündigungsgruppe in St. Kunibert. Die Neuaufstellung auf bemalter Konsole am südöstlichen Dekagonpfeiler geht auf Irene Rothweiler zurück. Ebenfalls gestaltete sie den Schmuckfußboden der Altarzone in Anlehnung an den ursprünglichen Schmuckboden des Mittelalters.
Über dem Westeingang sind noch Fresken des 12. Jahrhunderts zu sehen.

### Taufkapelle

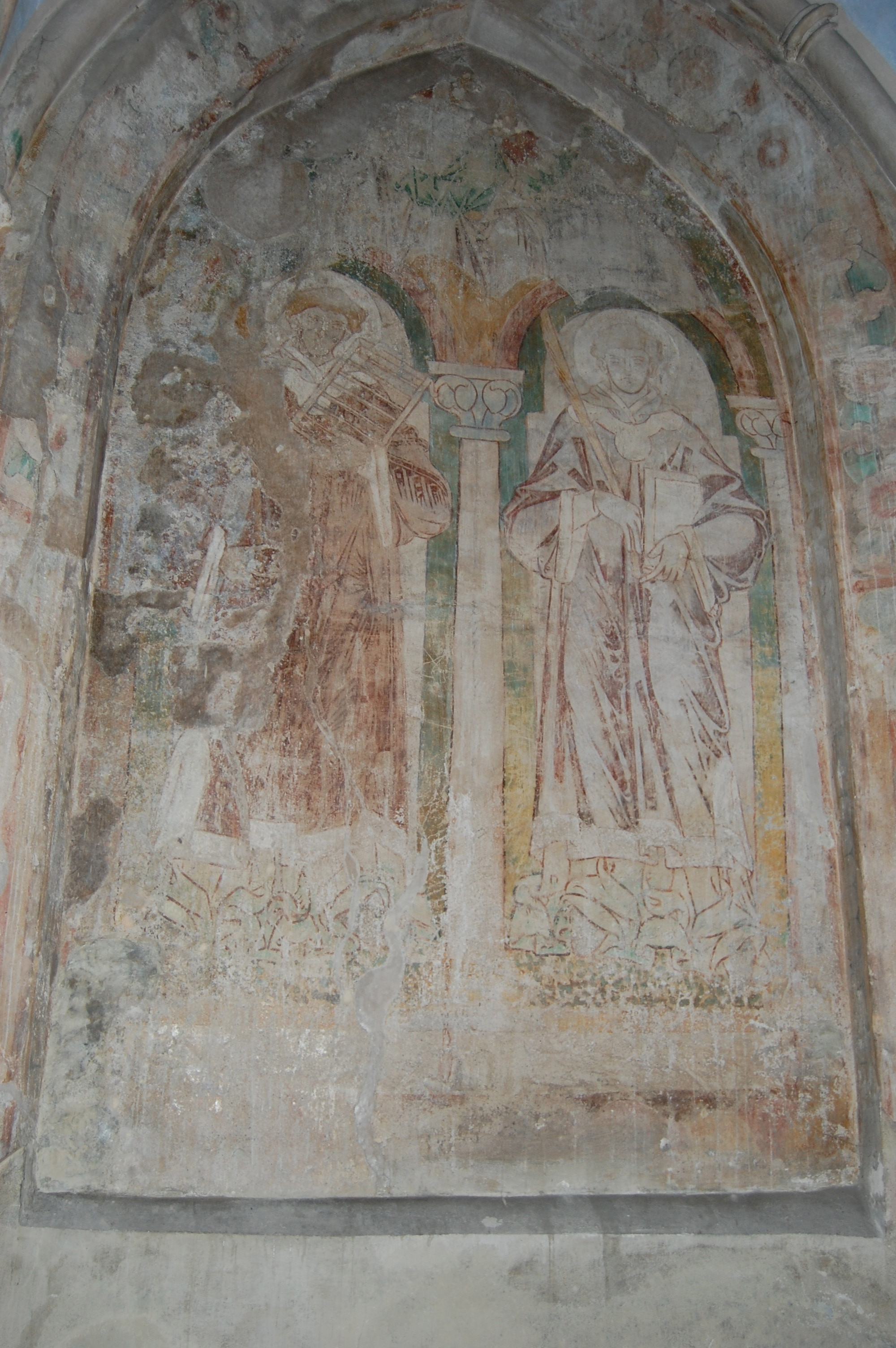
Freskomalerei in der Taufkapelle im Rheinischen Zackenstil um 1250

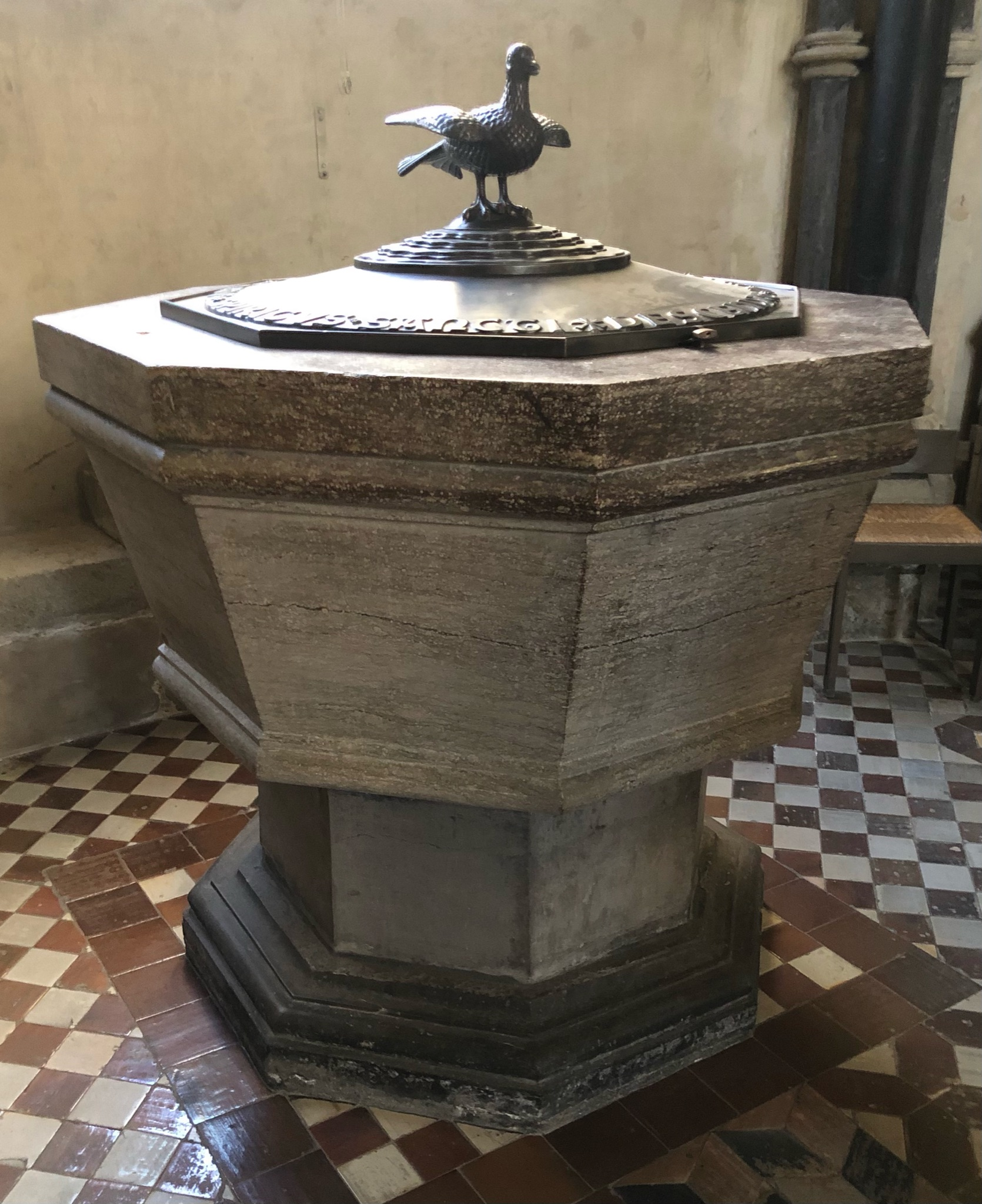
Taufstein mit Taube

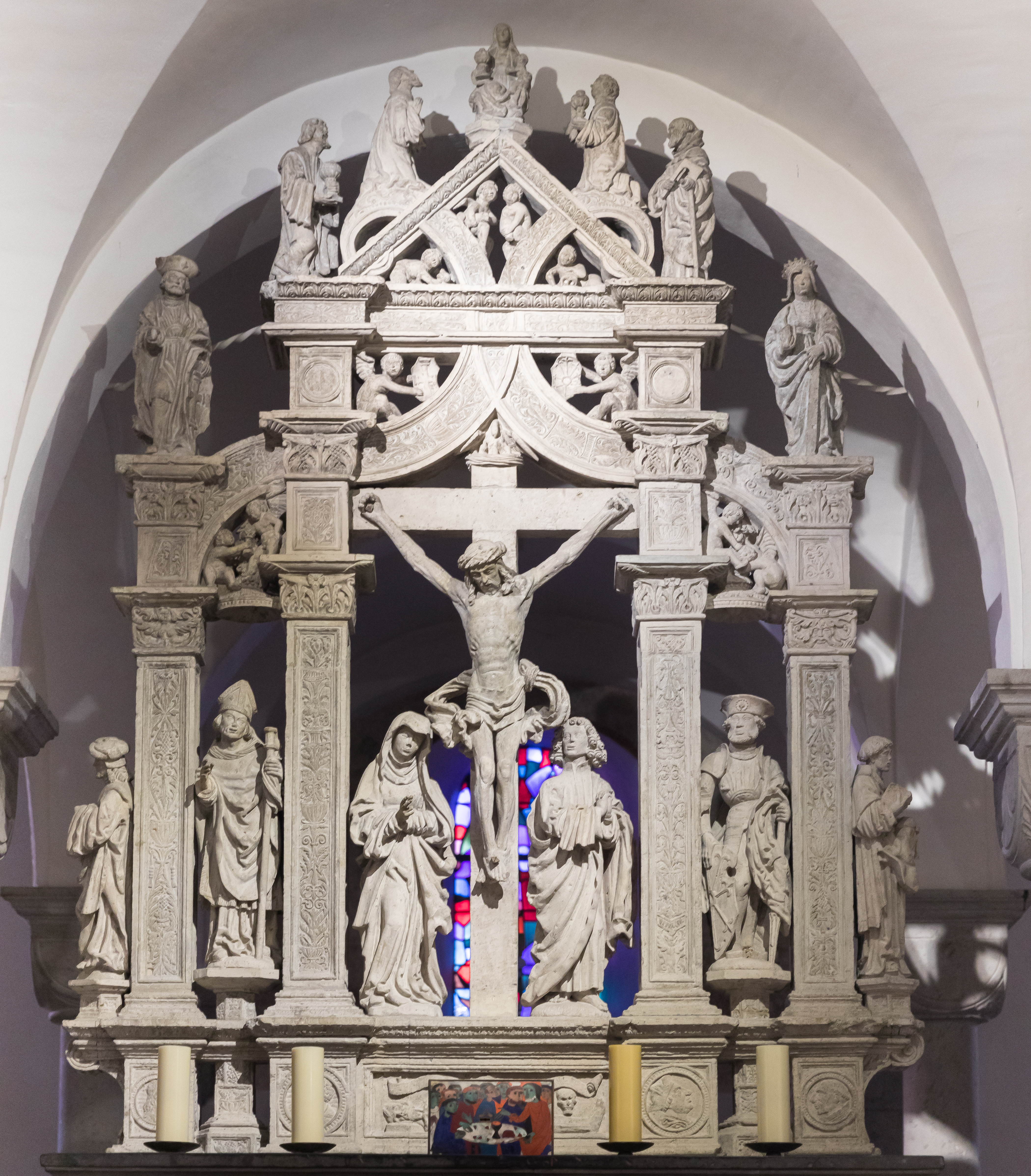
Renaissancealtar in der Krypta (2020)

Vom Zentralbau geht die Taufkapelle mit ihrem achtstrahligen Gewölbe ab. Sie wurde in den Jahren 1242–1245 errichtet. Architektonisch bildet auch sie einen Übergang von Romanik zur Gotik. Da auch die Südseite ursprünglich bebaut war befinden sich Fenster nur in der Ost- und der Westwand. Auch hier finden sich noch gut erhaltene Fresken im Zackenstil des 13. Jahrhunderts mit einem umfangreichen Bildprogramm. Schwerpunkte der Wandbilder sind Heiligenfiguren in den Nischen, darunter Konstantin der Große sowie Gereon und Gregor Maurus. Bei diesen Legionären findet man auch die Bischöfe Anno und Maternus. Im Nordosten sind Laurentius und Stephanus dargestellt.
In den Gewölbezwickeln über dem Altar ist Jesus als Weltenrichter dargestellt, während das obere Gewölbe der Kapelle als blauer Himmel mit goldenen Sternen verziert ist. Das Bildprogramm wird durch die Heiligen Helena und Katharina abgerundet. Reliquien ihrer befanden sich einst im Besitz des Stiftes. Die im 19. Jahrhundert vorgenommenen Übermalungen der Wandbilder wurden im 20. Jahrhundert wieder entfernt. Das achteckige Taufbecken, in spätromanische Zeit datiert, wurde 1931 mit einem Messingdeckel samt bekrönender Taube versehen. Die Fenster wurden 1985 nach den Entwürfen von Irene Rothweiler ausgeführt.
Der östliche Wandaltar wurde von Vincenz Statz 1864 geschaffen und im Zuge der neuen Fenstergestaltung mit historischem Altarbild und neuer Predella von Irene Rothweiler versehen. Das Triptychon wurde 1515 von einem unbekannten Künstler geschaffen. Auf den Flügeln sind die Heiligen Georg und Christophorus dargestellt. Die Mitteltafel zeigt die Kreuzigungsgruppe aus Maria und dem Apostel Johannes erweitert um die Heiligen Paulus und Margareta von Antiochia.

### Vorhalle

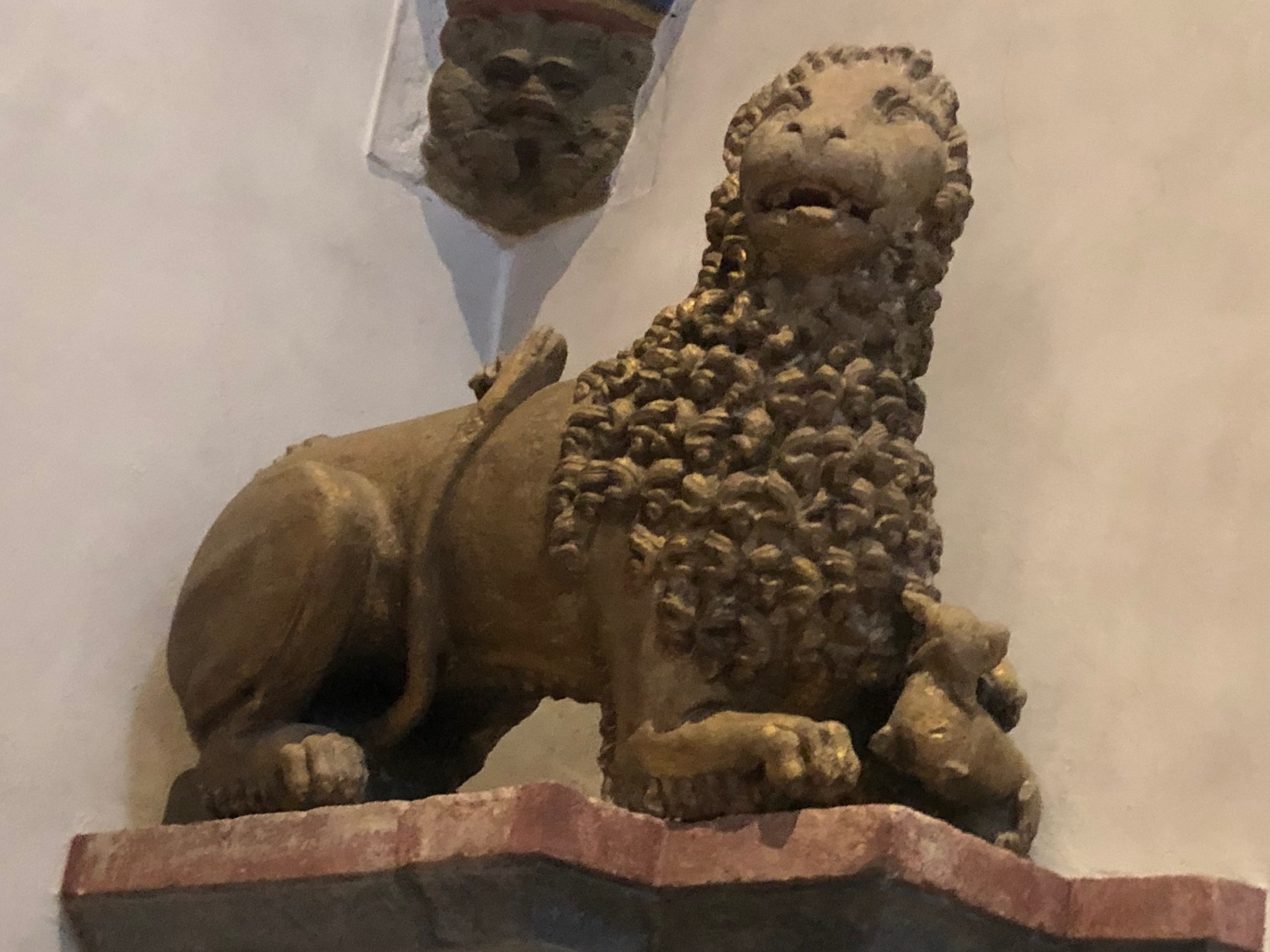
Löwe mit Lamm (2020)

In der westlichen Vorhalle, dem Eingangsbereich, verdeutlicht eine Bronzeplatte auf dem Boden von Andreas Dilthey den Grundriss der Basilika samt den untergegangenen Stiftsgebäuden. Die Grablegung Christi im Südwesten der Vorhalle, eine Gruppe lebensgroßer, vollplastischer, ungefasster Sandsteinfiguren, stammt aus dem frühen 16. Jahrhundert. Der Eingang in den Zentralbau wird von zwei romanischen Löwen aus dem 12. und 13. Jahrhundert flankiert. Sie sind wohl ursprünglich nicht für diesen Standort geschaffen worden. Der linke Löwe hat ein Loch im Rücken (von einer Säule?), der rechte Löwe hat ein Lamm in den Klauen. Bei diesem sind Reste der ursprünglichen Vergoldung erhalten. Des Weiteren sind hier Pfeiler und Traufrinne aus römischer, d. h. spätantiker Zeit erhalten. In der Vorhalle sind Epitaphe, unter anderem das des 1513 verstorbenen Kanzlers der Universität Johannes Krytwyss erhalten. Die drei Fenster stammen von Georg Meistermann. Zwischen den Erzengeln Michael und Raphael leuchtet die Wurzel Jesse. In einem in kräftigen Farben gehaltenen Tympanon, das Christus mit den Heiligen Gereon und Helena zeigt (um 1230) und dessen Inschrift an die Märtyrer der Thebaische Legion gemahnt, tritt man in das Dekagon ein. Das Gitter ist aus den 1920er Jahren von Hans Hansen und Heinrich Hecker.

### Pietàkapelle

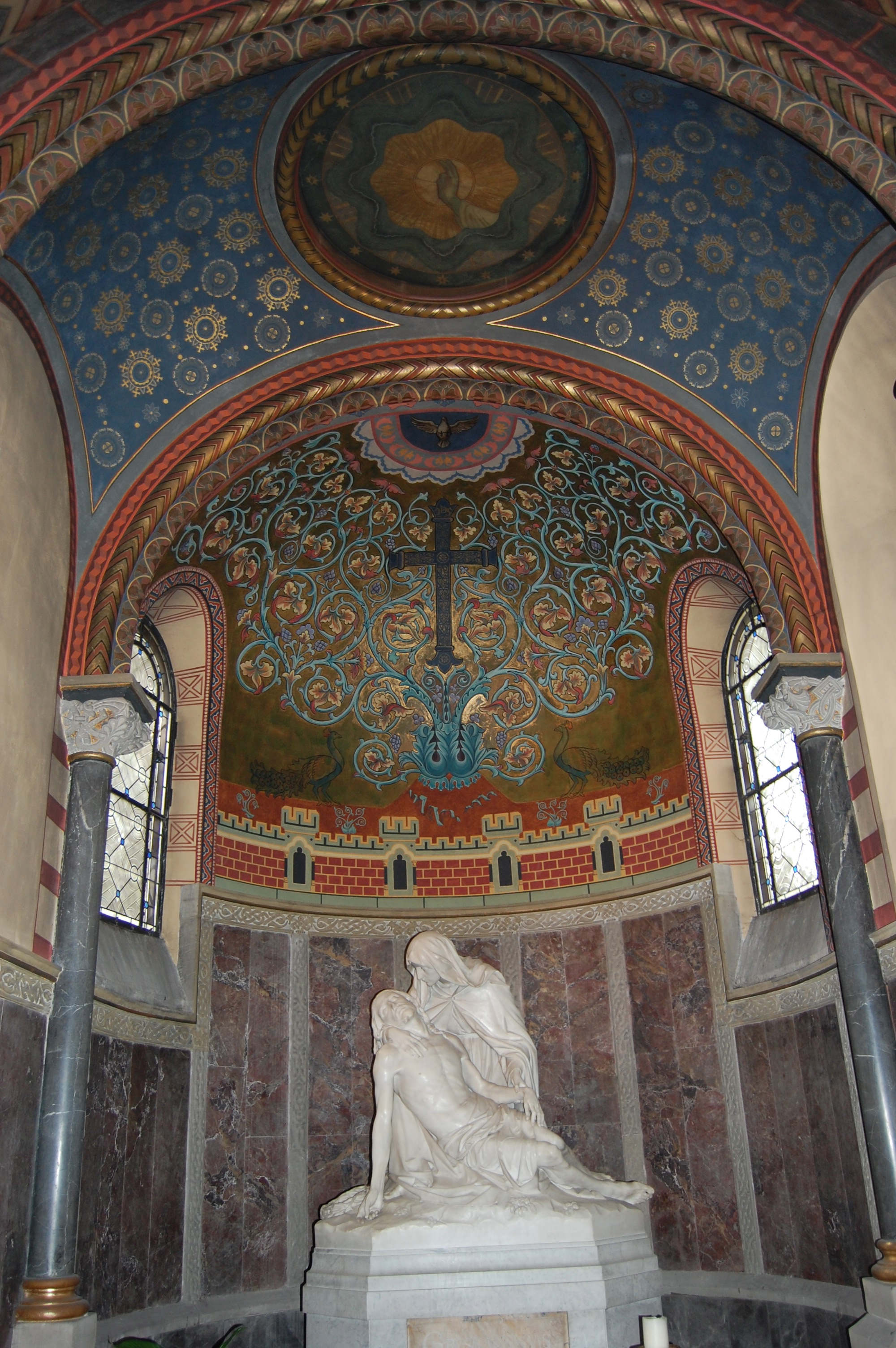
Pietàkapelle mit rekonstruierter Ausmalung (2013)

Von der Vorhalle geht es südlich in eine neoromanische Kapelle von 1897, die eine wilhelminische Ausstattung besitzt. In ihr befindet sich eine Pietà, die, orientiert am Vorbild Michelangelos, von Anton Josef Reiss geschaffen wurde. Die ornamentalen Bleiglasfenster wurden transloziert aus dem Hochchor. Es sind Fenster der Nachkriegszeit von Wilhelm Teuwen, für die Pietàkapelle ergänzt und bearbeitet von Irene Rothweiler.

### Nordkapelle
Gegenüber in der Helenakapelle steht eine Kreuzigungsgruppe als Tafelbild in Lünettenform, die auf das Jahr 1550 zurückgeht. Unter den dargestellten Figuren ist auch der Kirchenpatron in Ritterrüstung und mit Kreuzfahne. Weitere Heilige auf diesem Werk sind: Silvester, Maria Magdalena, Erzbischof Hildebold und die Heilige Helena mit einem Modell der Kirche. In der Kapelle befindet sich daneben das oben erwähnte Epitaph des Probstes Johannes Krytwyss, gestorben im Jahr 1513. Er ist mit Kelch, Wappenschild und Helmzier dargestellt. Sein Kopf ruht auf Büchern als Zeichen seiner Lehrtätigkeit an der 1388 gegründeten Kölner Universität. Das Fenster mit dem Prolog des Johannesevangeliums von 1986 stammt ebenfalls von Georg Meistermann.

### Obere Sakristei
Die 1319 fertiggestellte, zweigeschossige gotische Sakristei ist einer der schönsten im Original erhaltenen gotischen Innenräume in Köln. Die Sakristeitür mit der Darstellung des Ecce homo und der Mater Dolorosa stammt vom Anfang des 16. Jahrhunderts. Sehenswert ist das wieder ergänzte Fußbodenmosaik mit Drachenmotiven. Es besteht aus insgesamt circa 24.000 Steinen. Der Blasius-Altar stammt aus dem Jahr 1319, die gotischen vierbahnigen Fenster der Ostwand entstanden um 1315. Sie zeigen Gregor Maurus, Gereon, Katharina und Helena. 1974/75 wurden nach Entwürfen von Wilhelm Buschulte aus Unna passende Fensterbahnen oberhalb der mittelalterlichen gotischen Fenster angebracht. In den Fenstern des Südjoches sind unter anderem der Heilige Blasius, Bischof Anno mit einem Kirchenmodel und der Heilige Nikolaus dargestellt. In den Zwickelfenstern erkennt man Mariä Verkündigung, die Geburt Christi und die Hirten, darüber die Kreuzigung und Christus als Weltenrichter in einer Mandorla. Zum Kirchenschatz gehören zwei romanische Armreliquiare, deren Emaille die heiligen Gereon und Helena, eine Darstellung der Kirche sowie den Stifter Probst Arnold von Born zeigen. Ferner enthält er ein 70 cm hohes Vortragekreuz aus St. Christoph mit einem vergoldeten, vollplastischen Corpus Christi mit der Darstellung der Evangelisten in den Rundmedaillons der Enden. Auf der Rückseite befindet sich eine Gravur mit dem heiligen Christophorus der Christus auf den Schultern trägt. Laut Inschrift stammt es aus dem Jahr 1650 und ist eine Gabe der Eheleute Philippus Hobe und Irmgardis Peil.
In der Westwand sind zwei Schränke mit antiken Exponaten. Hinter der rechten Schranktür befindet sich der Isis-Stein. Dieser Weihestein des 3. Jahrhunderts, der im antiken Ovalbau gefunden wurde, ermöglichte mit einem Münzfund die Datierung des antiken Baues. Der linke Schrein beherbergt eine der zahlreichen antiken Amphoren, die in der Wölbung des Rundbaues aus dem 4. Jahrhundert aus Gründen der Gewichtsersparnis vermauert waren.

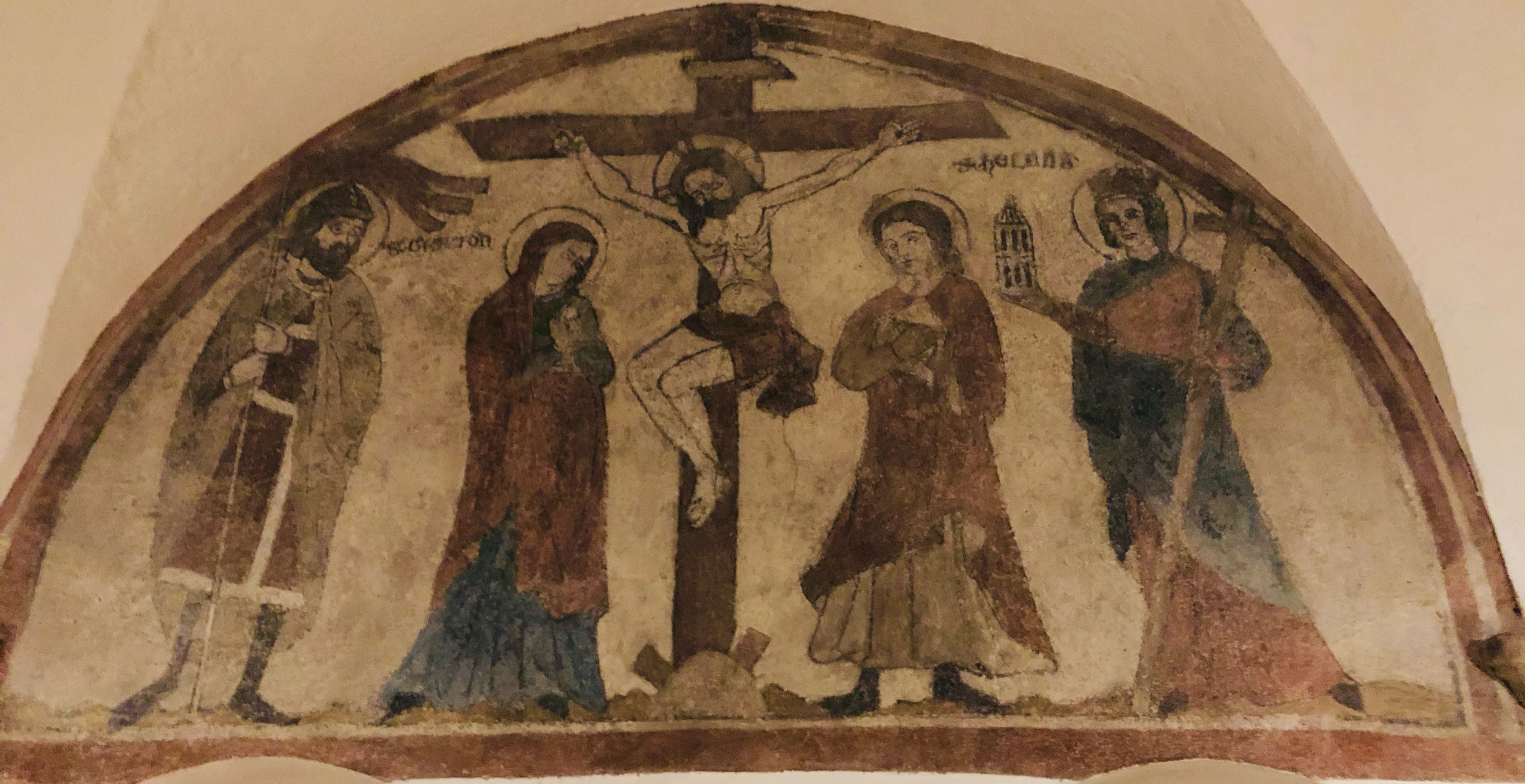
Kreuzigungsszene über dem Portal zur Confessio (um 1300)

### Krypta

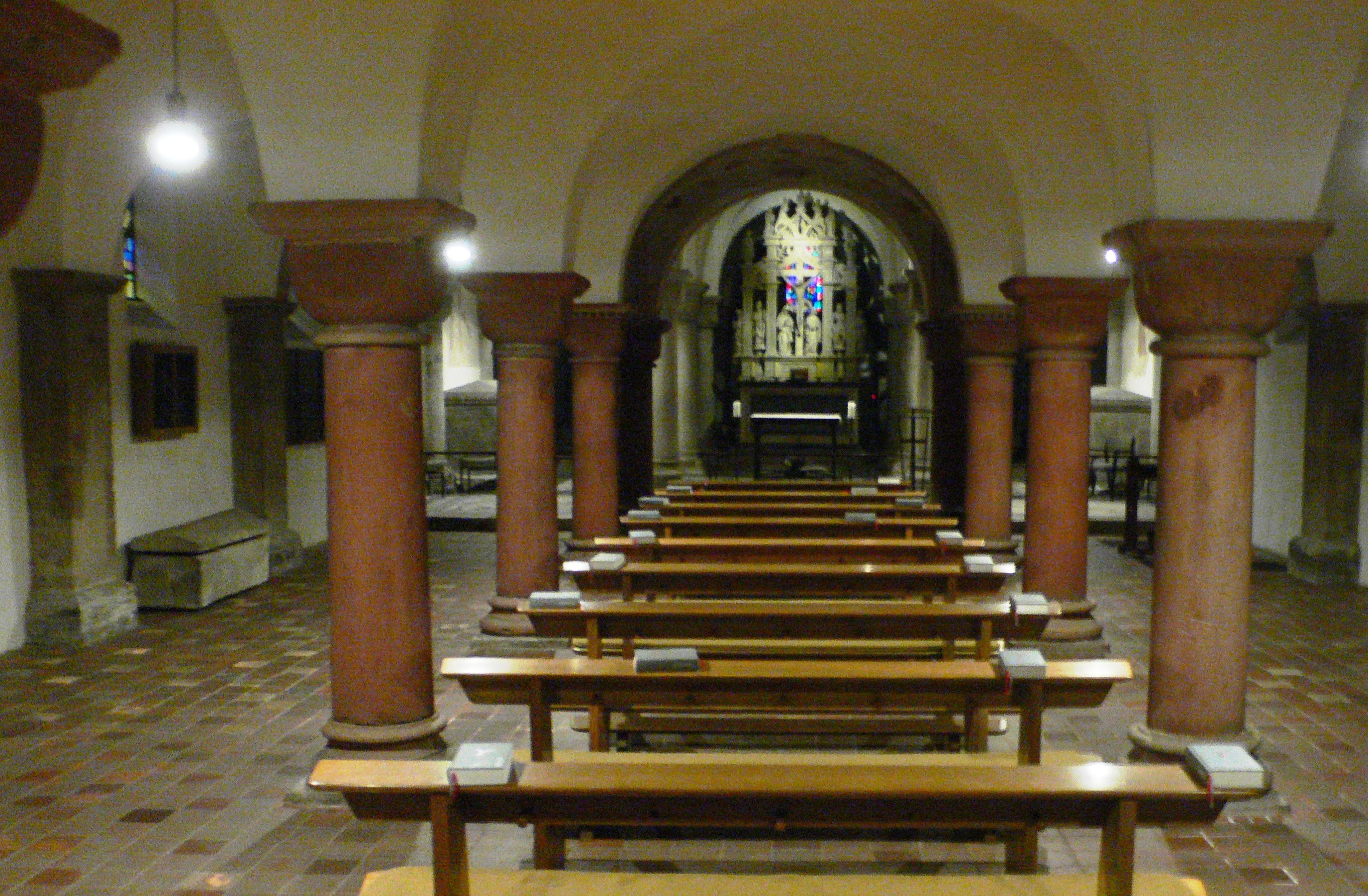
Krypta von St. Gereon (2018)

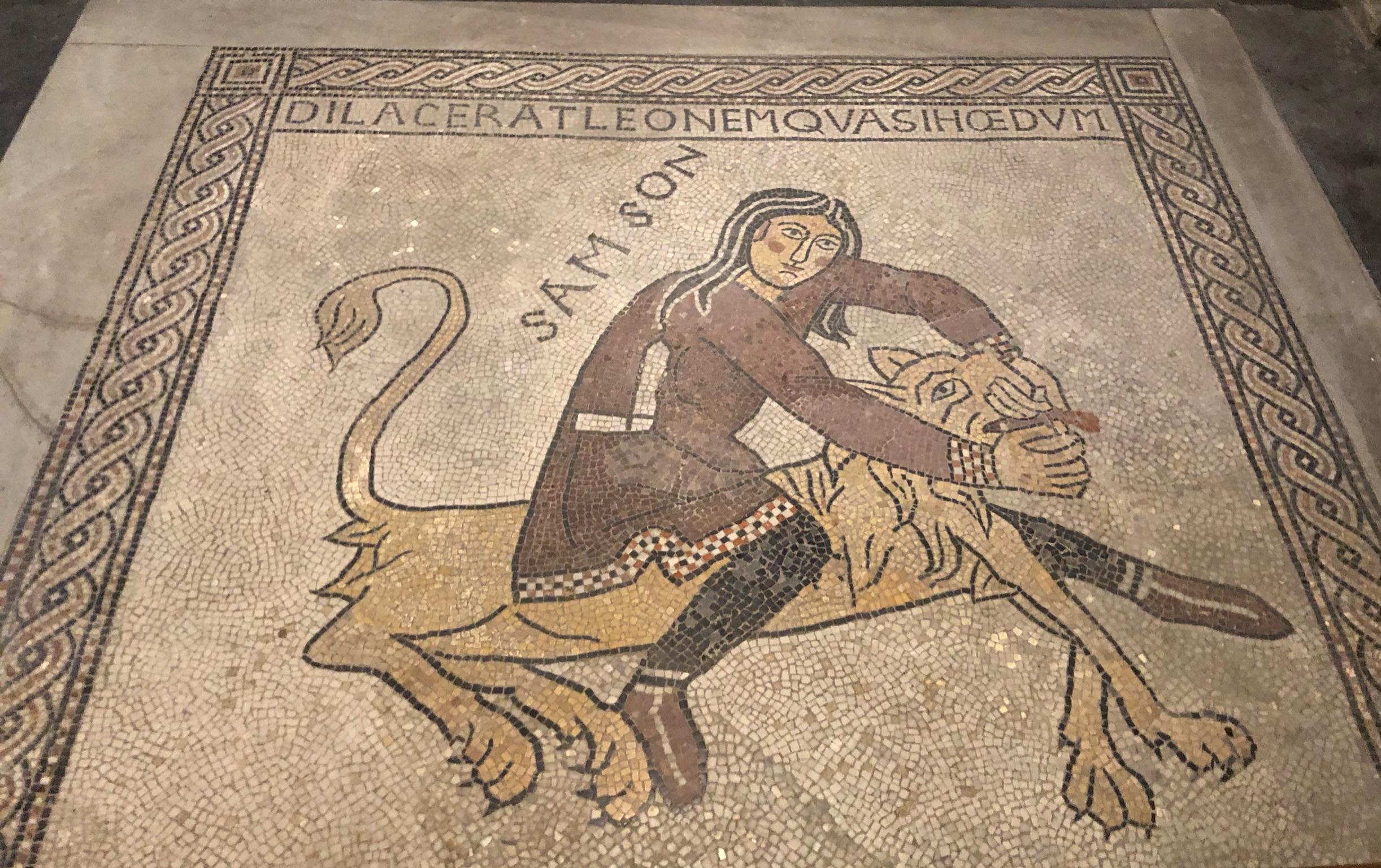
Fußbodenmosaik des Mittelalters in der Krypta: Samson bezwingt den Löwen (2021)

Die Krypta entstand im 11. und 12. Jahrhundert in zwei Bauabschnitten. 1068 wurde unter Bischof Anno mit dem Bau begonnen. Um 1190 wurde ihm unter dem Hauptaltar die Confessio mit dem Sarkophag des Märtyrers Gereon und seiner Gefährten der Thebäischen Legion angefügt. Über dem Portal zur Grabkammer wurde um 1300 die Seccomalerei einer um die Heiligen Gereon und Helena erweiterten Kreuzigungsgruppe aus Maria und dem Apostel Johannes angebracht. Auf drei Teilen des Kryptagewölbes befinden sich fragmentale Reste mit Rankenornamenten und Figuren aus gleicher Zeit. Auf der Nordwand hängen in ornamentaler Anordnung Reliquiare verschiedener Heiliger.
Der Chorraum der Krypta ist mit Fußbodenmosaiken des 12. Jahrhunderts geschmückt. Darauf sind in zwölf großen Feldern alttestamentliche Szenen von David und Samson als Vorläufern Christi dargestellt. Kleinere Mosaikfelder zeigen die Tierkreiszeichen (stark ergänzt). Der kostbare Mosaikboden war bis 1867 bei Restaurierungen stark durcheinandergeraten. Als erstem Künstler gelang Tony Avenarius 1869 das Zusammenfügen der 400 bis 450 Mosaikteile des Fußbodens. Der Architekt Heinrich Wiethase verlegte dieses Mosaik wieder, abgestimmt auf den Raum. Ihm ist auch die Entdeckung und Erhaltung der romanischen Deckenmalerei zu verdanken.
Der Altar ist eine hochwertige Renaissance-Arbeit aus Tuffstein von 1530 bis 1540. Er steht auf einer romanischen Altarmensa und trägt die Initialen „JH“. Zwischen vier freistehenden Pfeilern mit Groteskenfüllungen ist in der Mitte die Kreuzigung mit der Gottesmutter und dem Apostel Johannes zu sehen, links der Hl. Bischof Anno, rechts Mauritius, auf Konsolen an den Seiten ein Diakon und ein Kanonikus. Auf den Deckplatten der seitlichen Kapitelle stehen die Heiligen Gereon und Helena. Auf der Spitze des Mittelgiebels ist die Heilige Familie mit den Weisen aus dem Morgenland. An diesem Altar zelebrierte Petrus Canisius im Juni 1546 seine erste Heilige Messe. Vor dem Altar im Boden ist das Grab des Gregorius Maurus.
Die zwölf modernen Glasfenster der Krypta wurden 1964 vom französischen Glasmaler Alfred Manessier gestaltet. Sie setzten sich aus einer Vielzahl kleiner, unregelmäßigen und verschieden farbiger Felder ornamentalisierend zusammen. Dennoch sind die drei Apsisfenster den Tugenden Glaube, Liebe und Hoffnung zuzuordnen und der Künstler legte dem nördlichen Kreuzarmfenster das Karfreitagsgeschehen zugrunde. Während in den westlichen Fenstern blaue bis violette Farben dominieren, stechen in der Nordseite rote und in der Südseite grüne Farben hervor.

### Glocken
Sechs Kirchenglocken hängen in den beiden Türmen. Von den ehemals fünf Glocken, die 1779 von Martin Legros aus Malmedy gegossen wurden, überdauerten den Brand im Zweiten Weltkrieg nur die drei kleineren Glocken zusammen mit dem alten Glockenstuhl. Die beiden großen Glocken wurden i1961 von der Glockengießerei Mabilon aus Saarburg in den gleichen Tönen und mit den Namen ihrer Vorgängerinnen neugegossen.
Die alte Bronzeglocke von 1507 aus Alt St. Alban wurde im September 2008 nach St. Gereon überführt. Sie fügt sich in das Geläut ein und dient als Angelusglocke.
| Nr. | Name   | Durchmesser (mm) | Masse (kg, ca.) | Schlagton (HT-1/16) | Inschrift |
| 1   | Helena | 1.713            | 2.950           | b0 +6               | + S. HELENA – 1779 DEDICATA – 1942 BELLO DESTRUCTA – 1951 RESTITUTA – MUNDO PACEM IMPLORO – JACOBUS HENDRICHS ET JOSEPHA AUER PER L ANNOS SPONSATI ST. GEREON KÖLN (Hl. Helena, 1779 geweiht, 1942 im Krieg zerstört, 1951 wiedererstanden. Ich erflehe den Weltfrieden. Jakobus Hendrichs und Josepha Auer 50 Jahre verheiratet. St. Gereon, Köln) |
| 2   | Gereon | 1.525            | 1.950           | c1 +6               | + S. GEREON – ET SOCII MART. – CIVITATEM SANGUINE SUO – CONSECRATAM CUSTODIANT – 1961 ST. GEREON KÖLN (Der hl. Gereon und die gemeinsamen Märtyrer mögen die Stadt mit ihrem Blut geweiht halten.) |
| 3   | Gregor | 1.320            | 1.400           | d1 +6               | + D.O.M. ET GREGORIO DVCI EIUSQUE MILITIBVS PASSIONE ET HONORE SOCIIS. FVNDI IVBERAT ILLVSTRE CAPITVLVM. M. LEGROS FECIT ANNO 1779 (Dem besten, größten Herrn und dem Anführer Gregor und seinen Soldaten, seinen Kameraden in Leiden und Ehre. Mich ließ das angesehene Kapitel gießen. M. Legros goss mich im Jahre 1779.) |
| 4   | Anno   | 1.251            | 1.200           | es1 +6              | + D.O.M. BEATOQVE ANNONI – SECVNDO, ARCHIPRAESVLI VBIORVM – FVNVI IVBERAT ILLVSTRE CAPITVLVM. M. LEGROS FECIT ANNO 1779 (Dem besten, größten Herrn und dem seligen Anno II., dem Erzbischof der Ubier. Mich ließ das angesehene Kapitel gießen. M. Legros goss mich im Jahr 1779.) |
| 5   | Joseph | 1.111            | 800             | f1 –2               | + D.O.M. ET SANCTO JOSEPHO – PETRUS CASPARIUS JOSEPHUS DE ZIMMERMANN HILDESIENSIS, HUIUS ECCLESIAE CANONICUS SENIOR, TOPARCHA IN WILDSHAUSEN, SACERDOTII ET CAPITULARITATIS ANNO LI. RELIQ VIS QVATTUOR CAMPANIS HANC SVO AERE ADIVNGEBAT. (Dem besten größten Herrn und dem Hl. Joseph fügte Peter Kaspar Joseph von Zimmermann aus Hildesheim, dieser Kirche ältester Geistlicher, Statthalter in Wildshausen im 51. Jahr des Priestertums und Zugehörigkeit zum Kapitel, diese den übrigen vier Glocken aus seinem Vermögen hinzu.) |
| 6   | Alban  | 1.034            | 600             | g1 +3               | ALBANVS HEISCHEN ICH – UND ERE SENT QVIRINS LVIDEN ICH – TZO GOTTDEINST GEBRVCHT MEN MICH – BLITZEN UND DONRE STVREN ICH ANO DNI MV°VII |

### Orgeln

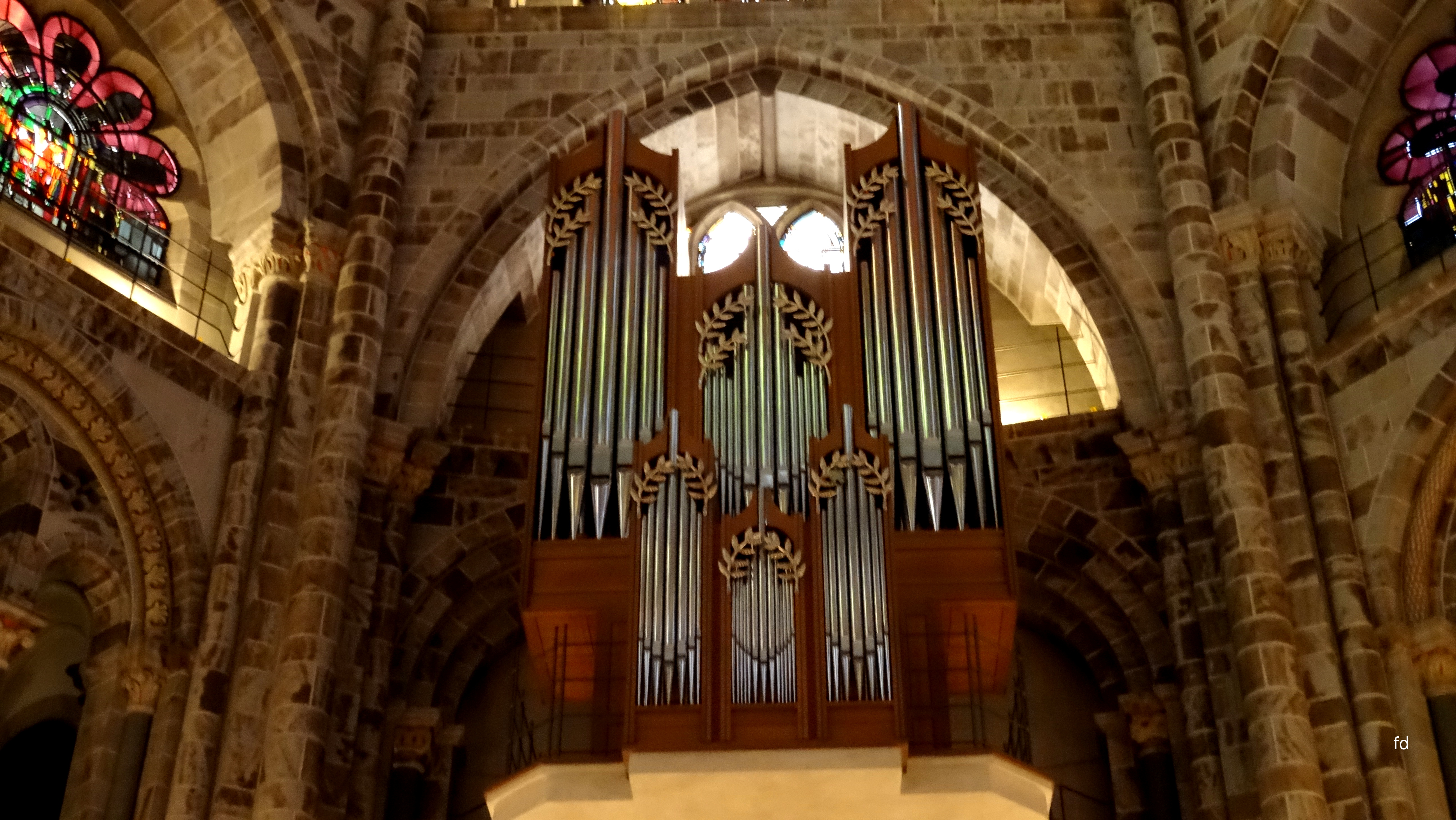
Weimbs-Orgel (2020)

Im Jahr 2001 erbaute die Firma Josef Weimbs Orgelbau eine neue Orgel auf der kleinen Empore im Dekagon. Das Instrument hat 31 Register und fünf Transmissionen, verteilt auf 3 Manuale und Pedal. Es hat eine mechanische Spieltraktur und elektrische Registertrakturen.
| I Rückpositiv C–g3 |                |       |
| 1.                 | Prinzipal      | 8′    |
| 2.                 | Holzgedeckt    | 8′    |
| 3.                 | Salicional     | 8′    |
| 4.                 | Gemshorn       | 4′    |
| 5.                 | Flöte          | 2′    |
| 6.                 | Sedez          | 1′    |
| 7.                 | Sesquialter II | 2 ⁄3′ |
| 8.                 | Fourniture III | 1 ⁄3′ |
| 9.                 | Cromorne       | 8′    |
|                    | Tremulant      |       |

| II Hauptwerk C–g3 |                    |       |
| 10.               | Prinzipal          | 16′   |
| 11.               | Prinzipal          | 8′    |
| 12.               | Rohrflöte          | 8′    |
| 13.               | Viola da Gamba     | 8′    |
| 14.               | Unda Maris (ab c0) | 8′    |
| 15.               | Oktave             | 4′    |
| 16.               | Flöte              | 4′    |
| 17.               | Quinte             | 2 ⁄3′ |
| 18.               | Superoctave        | 2′    |
| 19.               | Cornet V (ab f0)   |       |
| 20.               | Fourniture V       | 2′    |
| 21.               | Cymbale III        | 1′    |
| 22.               | Trompette          | 8′    |
| 23.               | Clairon            | 4′    |

| III Echo C–g3 |                 |       |
| 24.           | Gedeckt         | 8′    |
| 25.           | Flaut           | 4′    |
| 26.           | Doublette       | 2′    |
| 27.           | Sesquialter II  | 2 ⁄3′ |
| 28.           | Basson Hautbois | 8′    |
| 29.           | Voix humaine    | 8′    |
|               | Tremulant       |       |

| Pedal C–f1 |                      |     |
|            | Prinzipal (= Nr. 10) | 16′ |
| 30.        | Subbaß               | 16′ |
|            | Prinzipal (= Nr. 11) | 8′  |
|            | Rohrflöte (= Nr. 12) | 8′  |
| 31.        | Bombarde             | 16′ |
|            | Trompette (= Nr. 22) | 8′  |
|            | Clairon (= Nr. 23)   | 4′  |

- Koppeln: I/II, III/II, III/I, I/P, II/P, III/P[31]

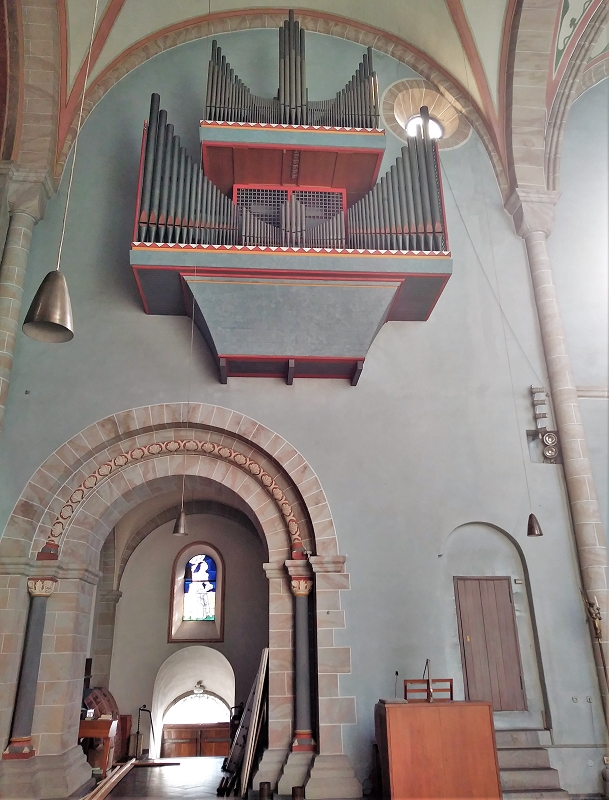
Klais-Orgel im Chorraum (2018)

An der Nordwand des Chorraumes hängt in Form eines Schwalbennestes eine Chororgel, die im Jahre 1954 von Hans Klais (Bonn) gebaut wurde. Das Instrument hat Kegelladen, die Spiel- und die Registertrakturen sind elektrisch.
| I Hauptwerk C–g3 |                |       |
| 1.               | Rohrflöte      | 8′    |
| 2.               | Salicional     | 8′    |
| 3.               | Principal      | 4′    |
| 4.               | Waldflöte      | 2′    |
| 5.               | Sequialtera II |       |
| 6.               | Mixtur IV      | 1 ⁄3′ |

| II Oberwerk C–g3 |                |    |
| 7.               | Liebl. Gedackt | 8′ |
| 8.               | Blockflöte     | 4′ |
| 9.               | Principal      | 2′ |
| 10.              | Scharff III-IV | 1′ |
| 11.              | Krummhorn      | 8′ |

| Pedal C–f1 |                         |     |
| 12.        | Subbaß                  | 16′ |
| 13.        | Principal               | 08′ |
|            | Gedacktbaß (aus Nr. 12) | 08′ |
|            | Choralbaß (aus Nr. 13)  | 04′ |
| 14.        | Nachthorn               | 02′ |

- Koppeln: II/I, II 16′/I, I/P, II/P,
- Spielhilfen: Handregister, zwei freie Kombinationen, Tutti, Auslöser, Einzelabsteller für Zunge

## Zugehörige Pfarrkirche

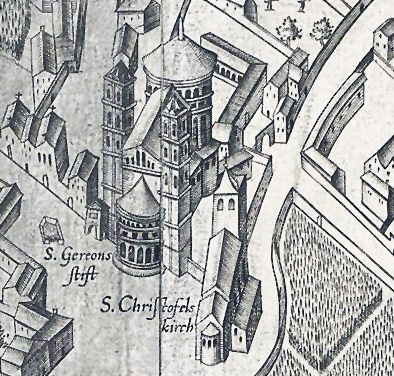
St. Gereon und die kleinere Kirche St. Christoph auf einem Stich von Arnold Mercator, 1571

Neben St. Gereon stand die zugehörige Pfarrkirche St. Christoph, die im Rahmen der Säkularisation zu Anfang des 19. Jahrhunderts abgerissen wurde.